# Liste der Zisterzienserklöster
Die Liste der Zisterzienserklöster des Ordo Cisterciensis ist geographisch geordnet. Die Klöster der Trappisten (Zisterzienser der strengeren Observanz, O.C.S.O.) sind in der Liste von Klöstern aufgeführt. Nicht erfasst sind auch die zeitweise dem Zisterzienserorden unterstehenden Ritterorden wie der Orden von Calatrava, der Ritterorden von Avis und der Alcántaraorden; genannt sind jedoch die Häuser der Bernhardinerinnen von Esquermes, der Bernhardinerinnen von Oudenaarde und der Kongregation von Anagni.

## Gegenwärtige Zisterzienserklöster

### Äthiopien
- Mönchsklöster
  - Kloster Mendida
  - Kloster Shola in Addis Abeba (1975 gegründet)
  - Kloster Hosanna (1979 gegründet)
  - Kloster Gondar (1965 gegründet, seit 1980 Zisterzienser)

### Belgien
- Mönchsklöster
  - Abtei St. Bernhard (Bornem) (St. Bernaerdts op Scheldt in Hemiksem) (1243–1797, wiedergegründet in Bornem 1836)

- Nonnenklöster
  - Kloster Colen in Kerniel (Borgloon) (1230 in Wauthier-Braine gegründet, 1234 dem Orden inkorporiert, 1796 aufgehoben, 1822 Neubeginn im ehemaligen Kreuzherrenkloster in Kerniel, 1968 erneut in den Orden inkorporiert)
  - Kloster Moeder van Goede Raad in Oudenaarde (Bernhardinerinnen von Oudenaarde)
  - Kloster Onze Lieve Vrouw van de Vrede in Oudenaarde (Bernhardinerinnen von Oudenaarde)
  - Kloster Maria, Poort van Gods Genade in Oudenaarde (Bernhardinerinnen von Oudenaarde)
  - Kloster Maria, Koningin van de Apostelen in Oudenaarde (Bernhardinerinnen von Oudenaarde)
  - Kloster Onze Vrouw van de Armen in Anderlecht (Bernhardinerinnen von Oudenaarde)
  - Kloster Moeder van de Kerk in Oudenaarde (Bernhardinerinnen von Oudenaarde)
  - Kloster Maria Onze Hoop in Gent (Bernhardinerinnen von Oudenaarde)
  - Kloster Morgenster in Gent (Bernhardinerinnen von Oudenaarde)
  - Kloster Onze Lieve Vrouw van de Rozenkrans in Bassevelde (Bernhardinerinnen von Oudenaarde)
  - Kloster Moeder van de Zee in De Banne (Bernhardinerinnen von Oudenaarde)

### Bolivien
- Nonnenklöster
  - Kloster Apolo (1929 von Thyrnau gegründet)
  - Kloster La Paz (1972 von Seligenthal gegründet)

### Brasilien
- Mönchsklöster
  - Zisterzienserabtei São José do Rio Pardo (1943 von Hardehausen gegründet)
  - Kloster Claraval (1950 gegründet)
  - Kloster Hardehausen-Itatinga (1951 siedelten sich die Mönche des 1938 aufgehobenen Klosters Hardehausen in Itatinga an)
  - Kloster Itaporanga (1936 von Himmerod gegründet)
  - Kloster Jequitibá (1939 von Schlierbach gegründet)
  - Kloster Nazaré (Vorgründung)

- Nonnenklöster
  - Kloster Itararé (1951 von Oberschönenfeld gegründet)
  - Kloster Monte Castelo (1973 von Itararé gegründet)
  - Kloster Campo Grande (1976 von Itararé gegründet)
  - Kloster Claraval (Kongregation von Anagni)

### Burkina Faso
- Nonnenklöster
  - Kloster Diébougou (Bernhardinerinnen von Esquerme)
  - Kloster Notre Dame de la Providence in Bobo (Bernhardinerinnen von Oudenaarde)

### Deutschland

#### Baden-Württemberg
- Mönchskloster
  - Kloster Birnau in Uhldingen-Mühlhofen (vor 1804 zu Kloster Salem gehörend, seit 1919 Priorat der Territorialabtei Wettingen-Mehrerau)

- Nonnenkloster
  - Kloster Lichtenthal in Baden-Baden (seit 1245)

#### Bayern
- Nonnenklöster
  - Kloster Oberschönenfeld in Gessertshausen (1248–1803, seit 1836 wiedererrichtet)
  - Kloster Seligenporten bei Neumarkt in der Oberpfalz
  - Kloster Seligenthal (Landshut) (1232–1803, seit 1836 wiedererrichtet)
  - Kloster Thyrnau (seit 1902)
  - Kloster Waldsassen (1133–1803, seit 1863 als Zisterzienserinnenkloster wiedererrichtet; Tochterkloster des Klosters Volkenroda)

#### Brandenburg
- Mönchskloster
  - Kloster Neuzelle (1268–1817), wiedererrichtet als Kloster Maria Friedenshort in Neuzelle (am 2. September 2018 als Zisterzienser-Priorat wiedererrichtet)

#### Hessen
- Mönchskloster
  - Kloster Nothgottes bei Rüdesheim-Eibingen, Rheingau (seit 2013 zisterziensisch, abhängiges Haus der Abtei Chau-Son Don Duong in Südvietnam)

#### Niedersachsen
- Kloster Loccum in Loccum (1163) (Tochterkloster des Klosters Volkenroda)
- Kloster Marienrode bei Hildesheim (1259–1806)
- Kloster Walkenried (1129–1546) (Tochterkloster des Klosters Kamp)
- Kloster Amelungsborn

#### Nordrhein-Westfalen
- Mönchsklöster
  - Kloster Langwaden in Grevenbroich-Langwaden (1145–1802 Prämonstratenserinnen, seit 1964 zisterziensisch)
  - Kloster Stiepel in Bochum-Stiepel (seit 1988, Priorat von Stift Heiligenkreuz)

#### Rheinland-Pfalz
- Mönchsklöster
  - Abtei Marienstatt bei Hachenburg (1212–1802, seit 1888 wiedererrichtet)

#### Sachsen
- Nonnenklöster
  - Kloster St. Marienstern in Panschwitz-Kuckau (seit 1248)
  - Kloster St. Marienthal bei Ostritz (seit 1234)

#### Sachsen-Anhalt
- Nonnenkloster
  - Kloster Helfta in der Lutherstadt Eisleben (1229/58–1542, seit 1999 wiedererrichtet)

#### Thüringen
- Kloster Reifenstein in Niederorschel (1162) (Tochterkloster des Klosters Volkenroda)
- Kloster Volkenroda in Körner (1131) (1994 durch die Jesus-Bruderschaft übernommen und saniert; seit 2005 Stiftung)

### Eritrea
- Mönchsklöster
  - Kloster Asmara (1940 in Belesa gegründet, seit 1948 am jetzigen Standort)
  - Kloster Keren (1960 von Asmara gegründet)

- Nonnenkloster
  - Kloster Asmara (Vorgründung)

### Frankreich
- Mönchsklöster
  - Kloster Avenas, gegründet ca. 12. Jahrhundert, aufgehoben
  - Kloster Lérins (Abbaye de Lérins auf der Ile St. Honorat bei Cannes, 1869–heute, von Sénanque aus gegründet, vorher Benediktiner (660–1787), Kloster seit 400/410)
  - Abbaye de Sénanque (1148–1791, 1988–heute)

- Nonnenklöster
  - Kloster Castagniers oder Abtei Notre-Dame de la Paix (1865 gegründet, seit 1929 am jetzigen Standort, 1960 in den Orden inkorporiert)
  - Kloster Boulaur (1964 in den Orden inkorporiert)
  - Kloster Rieunette in Ladern sur Lauquet (im 12. Jahrhundert gegründet, seit 1998 durch Boulaur wiederbesiedelt)
  - Abtei Notre-Dame-des-Neiges (von 1850 bis 2022 Trappistenkloster, noch 2022 von Boulaur aus wiederbesiedelt)
  - Kloster Notre-Dame de la Plaine in 59876 - Saint André cedex (Bernhardinerinnen von Esquerme)
  - Kloster Notre-Dame des Petites Roches in Saint Bernard du Touvet (Bernhardinerinnen von Esquerme)
  - Kloster Notre-Dame de la Merci Dieu in St-Jean d’Assé (Bernhardinerinnen von Oudenaarde)

### Italien
- Generalatshaus des Ordens in Rom

- Mönchsklöster
  - San Bernardo alle Terme in Rom (seit 1803, vorher Feuillanten (1594–1803))
  - Priorat Santa Maria dei Lumi in San Severino Marche
  - Kloster Chiaravalle Milanese in Mailand (1135–1798, 1952 wiederbesiedelt)
  - Kloster Chiaravalle di Fiastra in Tolentino (1142–1624, 1985 wiederbesiedelt)
  - Kloster San Salvatore di Monte Amiata (1228–1783, seit 1939 Priorat)
  - Kloster Tiglieto (1120–1648, seit 2000 wiederbesiedelt)
  - Kloster Maria-Trost in Meran-Untermais
  - Kloster Pra’d Mill in Bagnolo Piemonte
  - Kloster Casamari (seit 1140, zeitweise Trappisten, 1811–1814 unterbrochen)
  - Kloster San Domenico in Sora (Provinz Frosinone)
  - Kloster Valvisciolo in Sermoneta
  - Kloster Cotrino in Latiano
  - Kloster Martano (Provinz Lecce)
  - Kartause Trisulti in Collepardo (Provinz Frosinone)
  - Certosa di Pavia (seit 1396, zeitweise Kartäuser und Karmeliten)
  - Kloster Piona in Colico
  - Priorat Chiaravalle della Colomba (1136–1810, 1937 wiederbesetzt)
  - Priorat Certosa di Firenze (seit 1956)

- Nonnenklöster
  - Kloster Mariengarten in St. Pauls in Eppan
  - S. Giacomo di Veglia (Treviso)
  - Kloster Cortona (Arezzo) (1540 gegründet, 1969 dem Orden inkorporiert, Zisterzienserinnen und Trappistinnen leben gemeinsam in einer Gemeinschaft)
  - Kloster S. Caterina in San Severino Marche
  - Kloster Agrigento (Sizilien)
  - Kloster Siena (unter bischöflicher Jurisdiktion)
  - Kloster Montereale (unter bischöflicher Jurisdiktion)
  - Kloster Viterbo (unter bischöflicher Jurisdiktion)
  - Kloster Santa Susanna in Rom (unter bischöflicher Jurisdiktion)
  - Kloster Anagni (Kongregation von Anagni)
  - Kloster Morgano (Kongregation von Anagni)
  - Kloster Donzella (Kongregation von Anagni)
  - Kloster Borgo Podgora (Kongregation von Anagni)
  - Kloster Casamari (Kongregation von Anagni)

### Japan
- Nonnenkloster
  - Kloster Our Lady Star of the Sea (Bernhardinerinnen von Esquermes)

### Kanada
- Mönchskloster
  - Kloster Rougemont (Kanada)

### Demokratische Republik Kongo
- Nonnenkloster
  - Kloster Our Lady of the Lake Lac in Goma (Bernhardinerinnen von Esquermes)

### Kroatien
- Mönchskloster
  - Kloster Jastrebarsko

### Norwegen
- Mönchskloster
  - Fjordenes Dronning Klosteret Lofoten

### Österreich
- Mönchsklöster
  - Stift Heiligenkreuz im Wienerwald (seit 1133)
  - Stift Lilienfeld in Lilienfeld (seit 1202)
  - Stift Neukloster in Wiener Neustadt (gegr. 1444, seit 1881 Priorat von Stift Heiligenkreuz)
  - Stift Rein in Rein bei Graz (seit 1129)
    - Stift Rein-Hohenfurth (1959–1991)

  - Stift Schlierbach in Schlierbach (seit 1620, vorher 1355–1556 Frauenkonvent)
  - Stift Stams in Stams (1273–1807, 1816–1938, seit 1945 wiedererrichtet)
  - Territorialabtei Wettingen-Mehrerau bei Bregenz (seit 1854, vorher 1097–1806 Benediktiner)
  - Stift Wilhering in Wilhering bei Linz (1146–1940, seit 1945 wiedererrichtet)
  - Stift Zwettl bei Zwettl (seit 1138)

- Nonnenklöster
  - Abtei Mariastern-Gwiggen in Hohenweiler (seit 1856)
  - Kloster Marienfeld bei Maria Roggendorf (seit 1982)
  - Abtei Marienkron bei Mönchhof (seit 1955)

### Peru
- Nonnenkloster
  - Zisterzienserinnenkloster Santa María de la Santísima Trinidad in Pachacútec (Callao), Peru (1992 von Las Huelgas gegründet, Mitglied der spanischen Zisterzienserinnenkongregation San Bernardo)[1]

### Polen
- Mönchsklöster
  - Kloster Mogiła in Krakau (1222 gegründet)
  - Kloster Szklane Domy in Krakau
  - Kloster Szczyrzyc bei Krakau (1234 gegründet)
  - Kloster Oliwa in Danzig (1185/86–1831, 1945 wiederbesiedelt)
  - Henryków (Heinrichau) (1222–1810, 1947 wiederbesiedelt)
  - Kloster Jodłownik
  - Kloster Wąchock (1179–1819, 1951 wiederbesiedelt)
  - Kloster Sulejów (1177–1819, 1977 wiederbesiedelt)
  - Kloster Jędrzejów (1140–1819, 1945 wiederbesiedelt)

### Ruanda
- Nonnenklöster
  - Kloster Marie Imaculée in Kigali (Bernhardinerinnen von Oudenaarde)
  - Kloster La Vierge des Pauvres in Kamonyi (Bernhardinerinnen von Oudenaarde)
  - Kloster N.-D. du Bon Conseil in Kansi (Bernhardinerinnen von Oudenaarde)
  - Kloster N.-D. de l'Étoile in Butare (Bernhardinerinnen von Oudenaarde)
  - Kloster N.-D. de l'Annonciation in Butare (Bernhardinerinnen von Oudenaarde)
  - Kloster Marie Médiatrice in Rwamagana (Bernhardinerinnen von Oudenaarde)

### Schweiz
- Mönchsklöster
  - Kloster Hauterive (Kloster Altenryf) bei Hauterive (1138–1848, 1939 wiederbesiedelt)
  - Kloster Orsonnens in Orsonnens (Zisterzienser der vietnamesischen Kongregation S. Familiae)

- Nonnenklöster
  - Kloster Frauenthal bei Cham ZG (1231 gegründet, seit 1253 Zisterzienserinnen)
  - Kloster Magdenau bei Degersheim SG im Kanton St. Gallen (1244 gegründet)
  - Kloster Mariazell-Wurmsbach in Rapperswil-Jona am oberen Zürichsee (1259 gegründet, seit 1261 Zisterzienserinnen)
  - Kloster Maigrauge (Magerau) in Freiburg im Üechtland (1255 gegründet, seit 1261 Zisterzienserinnen)
  - Kloster Eschenbach in Eschenbach LU (seit 1285 Augustinerinnen, seit 1588 Zisterzienserinnen)

### Slowenien
- Mönchskloster
  - Kloster Stična (Sittich) in Ivančna Gorica (1135 gegründet, 1784 aufgehoben, 1898 von der Mehrerau wiederbesiedelt)

### Spanien
- Mönchsklöster
  - Kloster Santa Maria de Poblet in Vimbodí (Tarragona) (1151–1835, 1940 wiederbesiedelt)
  - Kloster Solius in Santa Cristina d’Aro, Girona (1967 gegründet)

- Nonnenklöster (weitere zwei Klöster unter bischöflicher Jurisdiktion)
  - Abtei Santa María la Real de Las Huelgas in Burgos (1187 gegründet, heute C.C.S.B.)
  - Kloster Santo Domingo de Silos in Toledo (seit 1085 Benediktinerinnen, ab 1159 Zisterzienserinnen)
  - Kloster San Andrés de Arroyo, Palencia (1181 gegründet)
  - Kloster Santo Domingo de la Calzada, La Rioja (1280 gegründet in Abia de Torres, seit 1610 in Santo Domingo de la Calzada)
  - Kloster San Benito in Talavera de la Reina, Toledo (Ersterwähnung 1022 als benediktinische Gemeinschaft, seit 1300 Zisterzienserinnen)
  - Kloster Las Huelgas in Valladolid (1159 gegründet, seit 1320 am jetzigen Standort)
  - Kloster Alconada in Ampudia de Campos, Palencia
  - Kloster Piedad Bernarda in Madrid (seit 1535 Zisterzienserinnen, seit 1553 am jetzigen Standort)
  - Kloster Asunción in Puerto de la Torre, Málaga (1542 gegründet)
  - Kloster Brihuega, Guadalajara (1615 gegründet)
  - Kloster Santísimo Sacramento in Boadilla del Monte, Madrid (1616 in Madrid gegründet, seit 1979 am jetzigen Standort)
  - Kloster Santa Cruz in Casarrubios del Monte, Toledo (1634 gegründet)
  - Zisterzienserinnenkloster San Joaquín y Santa Ana (Valladolid) (1161 in Perales gegründet, 1596 Valladolid, heute C.C.S.B.)
  - Zisterzienserinnenkloster Santa María de Jesús (Salamanca) (1552, 1958 neuer Standort, heute C.C.S.B.)
  - Zisterzienserinnenkloster San Miguel de las Dueñas (1203, heute C.C.S.B.)
  - Kloster San Vicente in Segovia (seit ca. 1156 zisterziensisch, 1969 dem Orden inkorporiert)
  - Kloster Lazkao, Gipuzkoa (1646 gegründet)
  - Kloster Vallbona in Vallbona de les Monges, Lleida (1157 gegründet)
  - Kloster Valldonzella in Barcelona (1237 gegründet, einige Aufhebungen)
  - Kloster Santa Lucía in Saragossa (unter Jurisdiktion des Bischofs)
  - Monasterio de Santa María de Buenafuente del Sistal in Buenafuente del Sistal, Guadalajara (unter Jurisdiktion des Bischofs)
  - Zisterzienserinnenkloster Villamayor de los Montes

### Tschad
- Nonnenklöster
  - Kloster Marie, Mère de Dieu in Mbalkabra (Bernhardinerinnen von Oudenaarde)
  - Kloster Notre Dame de la Paix in Bao (Bernhardinerinnen von Oudenaarde)

### Tschechien
- Mönchskloster
  - Kloster Vyšší Brod (dt. Hohenfurth) (1259 gegründet, mehrmals aufgehoben, 1991 wiederbesiedelt)
  - Kloster Velehrad (1205 gegründet)

- Nonnenkloster
  - Kloster Porta Coeli in Předklášteří (dt. Kloster Himmelspforte) (1233 gegründet, 1901 wiederbesiedelt, 1950 aufgehoben, 1989 wiederbesiedelt)

### Uganda
- Nonnenkloster
  - Kloster Hoima (Kongregation von Anagni)

### Ungarn
- Mönchsklöster
  - Kloster Zirc (1182, wiederbesetzt 1989)
  - Kloster Eger
  - Kloster Pécs
  - Kloster Székesfehérvár
  - Kloster Baja
  - Kloster Budapest

- Nonnenklöster
  - Kloster Kismaros (1987 dem Orden inkorporiert)
  - Kloster Regina Mundi in Érd (1967 dem Orden inkorporiert)

### Vereinigte Staaten
- Mönchsklöster
  - Kloster Dallas in Irving (Texas) (1955 gegründet)
  - Kloster Willow Springs in Illinois
  - Kloster New Ringgold in Pennsylvania (1964 gegründet)

- Nonnenkloster
  - Kloster Valley of Our Lady in Prairie du Sac (Wisconsin) (1957 gegründet, 1965 dem Orden inkorporiert)

### Vereinigtes Königreich
- Nonnenklöster
  - Monastery of Our Lady and St. Bernhard (Bernhardinerinnen von Esquermes), in Stroud, Gloucestershire
  - Monastery of Our Lady of Hyning (Bernhardinerinnen von Esquerme), bei Warton, Lancashire
  - Monastery of Our Lady of West Malling (Bernhardinerinnen von Oudenaarde), im Ewell Monastery, West Malling, Kent, 1966 bis 2004

### Vietnam
- Mönchsklöster
  - Zisterzienserabtei My-Ca
  - Kloster Phuoc-Son
  - Kloster Tru So Phuoc-Son
  - Kloster Chau-Son (Nord)
  - Kloster Chau Son Don Duong
  - Đan Viện Thánh Mẫu Châu Sơn Đơn Dương
  - Kloster Phuoc-Ly
  - Kloster Chau Thuy
  - Kloster Thien Phuoc
  - Kloster Phuoc Vinh
  - Kloster An Phuoc

- Nonnenklöster
  - Kloster Vinh-Phuoc
  - Kloster Phuoc Hai
  - Kloster Phuoc Thien

## Ehemalige Zisterzienserklöster

### Belgien
- Mönchsklöster
  - Abtei Aulne bei Thuin (1146–1794, seit 646 Benediktiner, seit 974 Augustiner)
  - Kloster Boneffe (1461–1796, 1227 Nonnen)
  - Kloster Boudelo (Baudeloo, 1215–1578, 1584–1796, vorher seit 1200 Benediktiner)
  - Kloster Cambron (1148–1789)
  - Kloster Ter Doest (1175–1624/1796)
  - Kloster Ten Duinen (1138–1601/(1796), vorher Benediktiner (1107–1138))
  - Kloster Félipré bei Givet (1462–1464, ansonsten 1200–1796 Nonnen)
  - Kloster Grandpré (1231–1796)
  - Kloster Hemiksem (St. Bernards ob Scheldt. 1244–1797)
  - Abtei Hocht in Lanaken (1180–1217, dann Nonnen)
  - Kloster Le Jardinet (1430/1441, 1232 Nonnen)
  - Kloster Moulins (1414–1787, 1230 Nonnen)
  - Kloster Nizelles (1440–1794)
  - Kloster Orval (1131–1796, von Trappisten wiederbesiedelt)
  - Kloster Rochefort (1464–1798, seit 1230 Nonnen, 1884 von Trappisten wiederbesiedelt)
  - Kloster Val-Dieu bei Aubel (1180?/1216–1796, wiederbesiedelt 1840/44–2001, heute christliche Laiengemeinschaft)
  - Kloster Val-St-Georges (1202/1203–1796)
  - Kloster Val-St-Lambert (1187/1193?–1796)
  - Kloster Villers-la-Ville in Villers-la-Ville (1146–1796)

- Nonnenklöster
  - Abtei Argenton (1229–1796)
  - Kloster Aywières in Awirs (1202–1210), Lillois (1210–1215) und Lasne (1215–1796)
  - Zisterzienserinnenabtei Ter Beek in Sint-Truiden (1222–1797)
  - Zisterzienserinnenabtei Bijloke in Gent (1234–1798)
  - Kloster Boneffe (1227–1461, anschließend Mönche)
  - Kloster La Cambre in Ixelles/Elsene (1201–1796)
  - Abtei Clairefontaine in Arlon (1216–?)
  - Zisterzienserinnenabtei Doornzele in Evergem (1215–1577) und Gent (1585–1797)
  - Kloster L'Épinlieu in Mons (1216–1796)
  - Zisterzienserinnenabtei Félipré bei Givet (1200–1796, Mönche 1462–1464)
  - Kloster Florival in Grez-Doiceau (1218–1796, zuvor Benediktinerinnen)
  - Zisterzienserinnenabtei Groeninge in Kortrijk (1235–1796)
  - Zisterzienserinnenabtei Guldenberg in Wevelgem (1214–1797)
  - Zisterzienserinnenabtei Ter Hagen in Terneuzen, Merelbeke und Gent (1230–1796)
  - Zisterzienserinnenabtei Hemelsdaele in Esen (1237–1270), Zillebeke (1270–1295), Werken (1295–1575), Diksmuide (1607–1671) und Brügge (1671–1804)
  - Kloster Herkenrode in Hasselt (Belgien) (1182 gegründet, 1217 dem Orden inkorporiert, 1796 aufgehoben)
  - Abtei Hocht in Lanaken (1217–1797, vorher Mönche)
  - Kloster Le Jardinet (1232–1430, anschließend Mönche)
  - Zisterzienserinnenabtei Maagdendaal in Oplinter, Tienen (1215–1796)
  - Zisterzienserinnenabtei Maagdendale in Flobecq, von 1234 bis 1796 in Oudenaarde
  - Kloster Moulins (1230–1414, anschließend Mönche)
  - Zisterzienserinnenkloster Muysen in Mecheln (1380–1783)
  - Kloster Nazareth (Lier) in Lier (1236)
  - Zisterzienserinnenabtei Nieuwenbosch in Lokeren (1215–1247), Heusden (1247–1578) und Gent (1588–1796)
  - Kloster L’Olive in Morlanwelz (1233–1796)
  - Kloster Ollignies (1883–1942)
  - Zisterzienserinnenabtei Oosteeklo in Eeklo (ab 1217), in Oosteeklo (1240–1577) und in Gent (1585–1798)
  - Zisterzienserinnenkloster Orienten in Rummen, Geetbets (1234–1840)
  - Kloster La Paix-Dieu in Amay (1242–1796)
  - Kloster Péruwelz (1904–2010)
  - Kloster La Ramée in Jodoigne (1207–1796)
  - Kloster Le Refuge-Notre-Dame in Ath (1234–1796)
  - Kloster Robertmont in Lüttich (1215–1796)
  - Kloster Rochefort in Rochefort (1230–1464, anschließend Mönche, heute Trappisten)
  - Zisterzienserinnenabtei Ten Roosen in Aalst (1228–1796)
  - Zisterzienserinnenabtei Roosendael bei Mecheln (1221–1797)
  - Zisterzienserinnenabtei Rotem in Halen (Belgien) (1237–1797)
  - Kloster Le Saulchoir (1233–?)
  - Kloster Solières in Huy (Belgien) (gegr. 1124, Zist. 1229–195)
  - Zisterzienserinnenabtei Spermalie in Middelkerke (1200–1240), Damme (Belgien) (1240–1577) und Brügge (bis 1796)
  - Kloster Val-Benoît in Lüttich (1231–1796)
  - Kloster Val-Notre-Dame in Wanze (Belgien) (1202–1796)
  - Zisterzienserinnenkloster Val-Saint-Bernard in Diest (1235–1796)
  - Kloster Val-St-Georges in Salzinnes (1202/1203–1796)
  - Kloster Valduc in Beauvechain (1231–1797)
  - Zisterzienserinnenkloster La Vignette in Löwen (1519–1798)
  - Kloster Vivegnis in Oupeye (1238–1797)
  - Kloster Vivier bei Namur (1236–1797)
  - Zisterzienserinnenabtei Vrouwenpark in Rotselaar (1215–1796)
  - Kloster Wauthier-Braine (1224–?)
  - Zisterzienserinnenabtei Zwijveke in Dendermonde (1223–1797)

### Chile
- Mönchskloster
  - Kloster Chada (2000 von São José do Rio Pardo gegründet)

### Dänemark
- Mönchsklöster
  - Kloster Esrom (1153–1538)
  - Kloster Vitskøl (1158–1563)
  - Kloster Sorø in Sorø (1161–?)
  - Kloster Tvis (1163/1167–1547/1549)
  - Kloster Øm (1172–1559)
  - Kloster Holme (1172–1539)
  - Kloster Løgumkloster in Løgumkloster (1173–1548)
  - Kloster Knardrup (1326–1538)
- Nonnenkloster
  - Zisterzienserinnenabtei Sostrup in der Gemeinde Grenaa (1920 von Porta Coeli in Allerslev gegründet, seit 1961 in Schloss Sostrup, 1998 zur Abtei erhoben, 2013 aufgelöst)

### Deutschland

#### Baden-Württemberg
- Mönchsklöster
  - Kloster Bebenhausen (vor 1187 Prämonstratenser, 1187–1648 Zisterzienser)
  - Kloster Bronnbach (1151–1803)
  - Kloster Herrenalb (1150–1536)
  - Kloster Königsbronn (1303–1553)
  - Kloster Maulbronn (UNESCO-Weltkulturdenkmal) (1139–1557 und 1630–1648 O.Cist.)
  - Kloster Salem (1134–1804 O.Cist.)
  - Kloster Schönau (Odenwald) (1145–1556 O.Cist.)
  - Kloster Schöntal (1156–1803 O.Cist.)
  - Kloster Tennenbach (1158–1806 O.Cist.)

- Nonnenklöster
  - Altböckingen (1237–vor 1245)
  - Kloster Baindt (1240–1803 Zisterzienserinnen), 1227 als Beginengemeinschaft gegr.
  - Billigheim Mariabrunn Abtei (1238–1584), vorher (seit 1000) Benediktinerinnen, heute kath. Pfarrkirche
  - Boos (1227–1240), 1240 Umzug nach Baindt
  - Kloster Frauental (1232–1547) Abtei
  - Frauenzimmern Mariental Abtei (1245–1442) vorher Chorherren (1234–1245), 1442 verlegt nach Kirbachhof, dort 1543 aufgehoben
  - Kloster Friedenweiler Abtei (1570–1802), vorher Benediktinerinnen (vor 1123–1561)
  - Kloster Gnadental (1237–1578)
  - Kloster Günterstal, Abtei, (1224–1806),(gegenwärtig Benediktinerinnen)
  - Kloster Oberried, 1237–1249, Filiation des Klosters Günterstal, danach von 1252–1725 Mönchskloster der Wilhelmiten, von 1725–1806 Benediktiner
  - Kloster Gutenzell (1230–1803/51), Konvent bis 1851
  - Kloster Heggbach Reichsabtei, (1231–1803/48) Konvent bis 1848, von 1195–1231 Beginen, Franziskaner-Tertiarinnen seit 1884
  - Kloster Heiligkreuztal (1227–1804/43) Konvent bis 1843
  - Hohebach (vor 1243-um 1245)
  - Kirbachhof (von Frauenzimmern 1443–1543) vor 1266–1442 Benediktiner, heute Bio-Landwirtschaftshof
  - Kirchheim am Ries, Abtei (1267–1803/58) Konvent bis 1858
  - Lauterstein/Massenbachhausen (vor 1238-nach 1238)
  - Kloster Lichtenstern bei Löwenstein, Abtei (1242–1554 und 1634–1648), danach Klosteramt bis 1806, Stiftung seit 1865
  - Kloster Lobenfeld (1326–1448), vorher seit 1270 Aug.-Chorfrauen, Benediktinerinnen 1436/46-1560
  - Maria Hof/Neudingen (1561–1802), vorher seit 1307 Dominikanerinnen
  - Kloster Marienau (1265–1525/37) Konvent bis 1537, vor 1265 Schwesternsammlung
  - Maurach (1750–1804)
  - Müllheim/Rheintal (um 1260–1486) danach Zisterzienser bis 1544
  - Abtei Neuburg bei Heidelberg (1303–1460) vorher Benediktinerinnen 1195–1303, Benediktiner 1130–1195; danach Benediktinerinnen 1459–1562, 1622 Jesuiten, 1671 adeliges Damenstift, 1781 Lazaristen, 1926 Benediktiner von Beuron
  - Neuhausen/Königsfeld (1236–1301) 1301 Übersiedlung nach Villingen
  - Kloster Rechentshofen Abtei in Sachsenheim (1240–1564 und 1634–1648)
  - Kloster Seligental/Osterburken Abtei (1236–1568)
  - Kloster Wonnental (1262–1806), vorher Dominikanerinnen 1248–1261
  - Reichsstift Rottenmünster, Rottweil (1224–1803/50) Konvent bis 1850
  - Kloster Wald in Wald (1212–1806/53) Konvent bis 1853, seit 1946 Benediktinerinnen

#### Bayern
- Mönchsklöster
  - Kloster Aldersbach in Aldersbach (1146–1803)
  - Kloster Bildhausen (1158–1803, ab 1897 Schwestern der St. Josefskongregation)
  - Kloster Ebrach (1127–1803)
  - Kloster Fürstenfeld (gegr. 1258)
  - Kloster Fürstenzell (1274–1803, seit 1930 Maristen)
  - Kloster Gotteszell (1285–1803, Abtei 1320–1803)
  - Kloster Heilsbronn (1132–1578)
  - Kloster Kaisheim (1133–1802)
  - Kloster Langheim (1132–1803)
  - Kloster Raitenhaslach (1143–1803)
  - Kloster Seligenporten (1931–1967)
  - Kloster Walderbach am Regen (1143–1803, mit Unterbrechung, vorher Augustiner bis 1143)
  - Kloster Waldsassen (1133–1556, 1661–1803, danach Zisterzienserinnen seit 1863)

- Nonnenklöster
  - Kloster St. Theodor Bamberg (1157–1350) von 1350–1554 Benediktinerinnen, heute Karmelitenkirche
  - Kloster Birkenfeld (1275?–1544)
  - Kloster Frauenroth (1231/1234?–1574 ausgestorben)
  - Kloster Heiligenthal (1233–1579)
  - Kloster Himmelkron (1280–1590)
  - Kloster Himmelspforten (1231–1803), 1847 unbeschuhte Karmelitinnen
  - Kloster Himmelthal (1232–1568),1595 Jesuiten, 1773 an Studienanstalt Aschaffenburg
  - Kloster Himmelthron (1343–1525)
  - Kürnach (vor 1279-vor 1300), heute Obere Mühle
  - Lauingen Agneskloster (1319–1542 und 1643–1804)
  - Kloster Maidbronn (1247–1525/52?)
  - Kloster Mariaburghausen (auch Marburghausen) bei Haßfurt (1237–1582)
  - Kloster Niederschönenfeld (1241–1803)
  - Kloster Pielenhofen (1240–1655, danach Priorat von Kaisheim bis 1802, Karmelitinnen (1802–1838), Salesianerinnen (1838–1980))
  - Kloster Schlüsselau (1288–1554, Karmelitinnen (1949–1968))
  - Schmerlenbach (1218–1502), danach Benediktinerinnen 1502–1803
  - Kloster Schönau (1189–1552), seit 1699 Franziskaner
  - Kloster Seligenporten (1232–1576)
  - Kloster Sonnefeld (1260–1525/1572)
  - Kloster Sankt Johanniszelle unter Wildberg (1209–1555 verlassen/1803 säkularisiert)
  - Kloster Wechterswinkel (1134–1592, aufgehoben)
  - Kloster Zimmern (1222/45–1559)

#### Brandenburg
- Mönchsklöster
  - Kloster Dobrilugk in Doberlug-Kirchhain, 1165–1540, Niederlausitz
  - Kloster Kagel (um 1200–15. Jahrhundert)
  - Kloster Neuzelle (1268–1817), Niederlausitz
  - Kloster Zinna (1170–1553), Stiftung von Magdeburg
  - Kloster Lehnin, 1180–1542, Askanische Stiftung. Drei Filiationen:
    - Kloster Mariensee (1258–1273), danach verlegt nach Kloster Chorin (1273–1540), Askanische Stiftung
    - Kloster Paradies, 1230, heute Polen, siehe unten Polen
    - Kloster Himmelpfort, 1299, Askanische Stiftung

- Nonnenklöster
  - Kloster Friedland in Altfriedland (1230–1546)
  - Kloster Boitzenburg (1269–1538)
  - Kloster Guben in Guben (Benediktinerinnen, Zisterzienserinnen fraglich[2])
  - Kloster Stift zum Heiligengrabe (1287–1542/9) 1549 ev. Damenstift
  - Kloster Jüterbog in Jüterbog (1282–1594)
  - Kloster Lindow (1230–1542, danach evangelisches Damenstift)
  - Kloster Marienfließ (Prignitz) (gegr. 1231, seit 1548 evangelisches Damenstift)
  - Kloster Marienstern, Mühlberg (1228–1540)
  - Kloster Marienwerder in Seehausen (1250–1543)
  - Kloster Zehdenick (1250–1541, seit 1541 evangelisches Damenstift, 1801 abgebrannt)
  - Kloster Ziesar (1330–1541, danach Fräuleinstift)

#### Hamburg
- Nonnenkloster
  - Kloster Harvestehude (In Valle Virgum) (1246–1530; nach der Reformation Evangelischer Damenstift Kloster St. Johannis)

#### Hessen
- Mönchsklöster
  - Kloster Arnsburg bei Lich (1151 gegründet, 1174–1803 Zisterzienser)
  - Kloster Eberbach in Eltville (1135–1803)
  - Kloster Haina (gegr. 1144 Benediktiner, 1150–1533 Zisterzienser)
  - Kloster Wahlshausen (1310–1525 Priorat, davor seit ca. 1150 Benediktinerinnen, heute ev. Kirche von Wilhelmshausen)

- Nonnenklöster
  - Kloster Blankenau (1331–1579), bei Hosenfeld, 1265–1331 Benediktinerinnen
  - Kloster Caldern in Lahntal-Caldern (1250–1527)
  - Kloster Engelthal in der Wetterau (1268–1803), seit 1. Mai 1962 Benediktinerinnen
  - Kloster Gnadenthal (Hessen) (1235–1634, seit 1969 durch die evangelische Jesus-Bruderschaft wiederbesiedelt)
  - Kloster Gottesthal im Rheingau (1251–1811), 1231–1247 Augustinerinnen
  - Kloster Haydau in Morschen (23. Januar 1235–1493) nach 1493 Benediktinerinnen
  - Himmelau/Gelnhausen (1305/23-1537/61)
  - Limburg/Lahn (1322–?)
  - Kloster Marienborn in Eckartshausen, heute ein Stadtteil von Büdingen (1274–20. Februar 1559), seit 1250 Benediktinerinnen?
  - Kloster Marienhausen (1189–1811) in Rüdesheim-Aulhausen
  - Kloster Marienschloss in Rockenberg, Abtei (1232–1802)
  - Kloster Marienkron oder Jungfrauenkron (Patershausen) bei Heusenstamm (1252–1556), vorher Benediktiner seit 1210?
  - Kloster Marienthal in Netze bei Waldeck (Stadt) (1228 – 17. Juni 1526/1553 Vergleich geschl.)
  - Nordshausen/Kassel (1257–1526)
  - Kloster St. Georgenberg in Frankenberg (Eder) (1249–1568), letzte Nonne +1581
  - Kloster Thron bei Wehrheim (1243–1576)
  - Kloster Tiefenthal (Eltville-Martinsthal, Rheingau, 1237–1803, davor Prämonstratenserinnen (1151–1237), seit 23. April 1898 Dernbacher Schwestern)
  - Kloster Wahlshausen
  - Witzenhausen (1275–1291) nach 1291 Wilhelmiten

#### Mecklenburg-Vorpommern
- Mönchsklöster
  - Kloster Althof (bei Doberan) (1171–1179)
  - Kloster Dargun (1172–1552/1556, Ruine)
  - Kloster Doberan (1186–1552) (Vorgänger war das Kloster Althof)
  - Kloster Eldena (1199–1535)
  - Kloster St. Nikolaus auf Hiddensee (1296–1536, danach reformiert, im Dreißigjährigen Krieg verfallen)
  - Kloster Neuenkamp in Franzburg (1231–1534)
  - Kloster Stolpe in Stolpe an der Peene (gegr. 1153, zisterziensisch 1304–1532, 1637 ausgebrannt)

- Nonnenklöster
  - Kloster Bergen auf Rügen (1193 gegründet/Benediktinerinnen, 1250–1544)
  - Kloster Eldena (zwischen 1229 und 1235 gegründet, nach 1558 aufgelöst)
  - Kloster Ivenack in Ivenack (1252 gegründet, um 1555 aufgelöst)
  - Kloster Krummin auf Usedom (1302–1525/63)
  - Kloster Rühn (1233-Ref.), danach ev. Damenstift.
  - Kloster Malchow (1474–1557/72) (vorher Magdalenerinnen seit 1298), danach adliges Damenstift bis 1918
  - Kloster Sonnenkamp in Neukloster
  - Kloster zum Heiligen Kreuz (Rostock) in Rostock (1270–1562, nach 30-jähriger „Bedenkzeit“), ev. Damenstift bis 1920
  - Kloster Wanzka bei Blankensee (vor 1283–1549, bis 1584 evangelisches Stift, 1833 ausgebrannt)
  - Kloster Zarrentin in Zarrentin am Schaalsee (1248–1552)

#### Niedersachsen
- Mönchsklöster
  - Kloster Amelungsborn bei Stadtoldendorf (gegr. 1129, seit 1568 mit Unterbrechung von 1810 bis heute lutherischer Konvent)
  - Kloster Loccum in Rehburg-Loccum (gegr. 1163, seit etwa 1600 lutherischer Konvent, evangelisches Predigerseminar)
  - Kloster Hude (Oldenburg (Oldb))
  - Kloster Ihlow (Ostfriesland)
  - Kloster Marienrode bei Hildesheim
  - Kloster Mariental bei Helmstedt
  - Kloster Riddagshausen bei Braunschweig (1145–1568/1809 ?)
  - Kloster Walkenried (1129–1564, teilw. Ruine, Nutzung als Kirche und Museum)
  - Kloster Scharnebeck (als Kloster Domus St. Mariae 1244–1253 bei Steinbeck an der Luhe)

- Nonnenklöster
  - Altenmedingen (1228/41-1336 Umzug nach (Neu-)Medingen)
  - Kloster Bersenbrück in (Bersenbrück)(1231 – 22. Februar 1787) Damenstift bis 1964
  - Bischoperode/Stadthagen (1203/8 – 1225) nach Rinteln verlegt
  - Stift Börstel (Berge) (um 1244 in Menslage gegründet/Benediktinerinnen?) 1251 nach Börstel, 1263 Zisterzienserinnen bis 1542, seit 1650 freiweltliches Damenstift
  - Derneburg (1443–1543/88), ev. Damenstift 1543–1643, 1643–1803 Zisterziensermönche
  - Goslar/Neuwerk (1186–1567), danach ev. Damenstift
  - Hankensbüttel (1327–1346) Umzug nach Isenhagen
  - Haste (1230–1246) nach Rulle verlegt
  - Kloster Himmelpforten (Oste) (1255–1647) bei Stade
  - Kloster Höckelheim Northeim (1247–1534/82)
  - (Alt-)Isenhagen (1242–1263), keine Spuren mehr
  - Kloster Isenhagen in Hankensbüttel, Landkreis Gifhorn (1243 Mönche, 1262 Nonnen bis 1540) seit 1540 evangelisches Damenstift
  - Kreuzkloster (Braunschweig) (1400–1532, vorher Benediktinerinnen 1068-um 1400)
  - Lesum/Burglesum (1235–1241)
  - Kloster Lilienthal bei Bremen (1232–1552) ev. Damenstift
  - Kloster Mariengarten bei Rosdorf (1245–1542) ev. Frauenkonvent bis 1631
  - Kloster Mariensee bei Mariensee (Neustadt am Rübenberge) (um 1207–1542), seit 1543 evangelisches Damenstift
  - Kloster Marienthal (Norden) (1255–1527)
  - Kloster Medingen in Bad Bevensen (1336–1554), seit 1559 evangelisches Damenstift
  - Kloster Meerhusen bei Aurich (1216–1604) vorher Benediktinerdoppelkonvent
  - Kloster St. Jacobi (Osterode) (1233–1543)
  - Rinteln (1226–1563)
  - Kloster Rulle Marienbrunn (1246–1803)
  - Kloster Thedinga bei Leer (1283–1573) vorher Benediktinerinnen evtl. 29.9.1437 Benediktiner?
  - Voremberg (1240–1247) Umzug nach Höckelheim
  - Kloster Wiebrechtshausen (1240–1542/88)
  - Kloster Wienhausen in Wienhausen bei Celle (gegr. um 1230, seit 1587 lutherischer Konvent)
  - Kloster Wöltingerode in Vienenburg, Landkreis Goslar (1147 Benediktiner, 1188 Zisterzienserinnen bis 1568, 1643! seit 1809 säkularisiert)

#### Nordrhein-Westfalen
- Mönchsklöster
  - Kloster Altenberg (1133–1803), die Abteikirche ist bekannt als Altenberger Dom
  - Kloster Bottenbroich (Priorat unter Kloster Kamp 1448–1802, vorher seit 1231/53 Zisterzienserinnen)
  - Kloster Bredelar (1196–1804), vorher seit 1170 Prämonstratenserinnen
  - Kloster Darfeld (1795–1825)
  - Kloster Düsselthal (1702–1804, Tochter des Klosters Orval)
  - Kloster Grevenbroich (1296 Wilhelmiten, 1698 Zisterzienserpriorat von Kloster Kamp, 1803 aufgelöst)
  - Kloster Groß-Burlo (1245 Wilhelmiten, 1448 Zisterzienserpriorat von Kloster Kamp, 1803 aufgelöst)
  - Kloster Hardehausen (1140–1803, 1927–1938), vom NS-Regime aufgehoben, Umsiedlung nach Magdeburg (bis 1941) und nach Itatinga (Brasilien)
  - Kloster Heisterbach (1189–1803), seit 1919 Niederlassung der Cellitinnen auf dem Gelände
  - Kloster Kamp (1123–1802)
  - Kloster Kleinburlo (1361 Wilhelmiten, 1448 Zisterzienserpriorat von Kloster Kamp)
  - Kloster Mariawald in Heimbach (1486 Priorat von Kloster Kamp bis 1795), seit 1861 Trappisten (seit 1909 Trappisten-Abtei, am 15. September 2018 aufgehoben)
  - Kloster Marienfeld in Harsewinkel-Marienfeld (1185–1803, seit 2004 benediktinischer Wiederaufbau)
  - Kloster Segenstal in Vlotho (ab 1430 Priorat von Kloster Loccum, zuvor Zisterzienserinnen, aufgelöst 1560)
  - Kloster Walberberg in Bornheim (1452 Priorat von Kloster Heisterbach, zuvor 1197–1447 Zisterzienserinnen)

- Nonnenklöster
  - Salvatorkloster bei Aachen (1147–1220, vorher Benediktinerinnen)
  - Agnetenkloster Xanten (1402–1606 Franziskanerinnen, dann Benediktinerinnen und Zisterzienserinnen bis 1802)
  - Benninghausen/Lippstadt (1240 – 10. Mai 1804)
  - Blankenberg Gottesfrieden (1247-vor 1265) 1265 nach Zissendorf verlegt
  - Blatzheim/Kerpen (3. Mai 1247–1794/1802)
  - Kloster Bottenbroich bei Kerpen (1231–1448, ab 1448 Zisterzienserpriorat von Kloster Kamp, aufgelöst 1802)
  - Kloster Brenkhausen (1245–1603)
  - Kloster Burbach (Marienbrunn) (1233–1802)
  - Reichsabtei Burtscheid bei Aachen (1220–1803, vorher Benediktiner)
  - Kloster Bürvenich (vor 1230–1803)
  - Dalheim/Rödgen (1258–1802) 1258 von Ophoven verlegt,
  - Kloster Darfeld (1800–1815?)
  - Kloster Drolshagen (vor 1235–1803)
  - Kloster Duissern (1234–1806)
  - Herz-Jesu-Kloster (Düsseldorf) (1871–2000 Klarissen, von 2004 bis 2013 zisterziensisch, 2014 aufgelöst)
  - Kloster Düsselthal (1702–1804)
  - Kloster Eppinghoven (vor 1236 in Kaarst bis 17. Jh.) danach adeliges Damenstift
  - Kloster Falkenhagen (Lilienthal) (1247–1407)
  - Kloster Frauenkron bei Dahlem (1253–1802)
  - Frauenthal/Erftstadt (vor 1234 – 1. März 1450)
  - Kloster Fröndenberg (vor 1230–1550) simultanes Damenstift bis 1. Januar 1812
  - Kloster Fürstenberg bei Xanten (1119 Benediktinerinnen, um 1250 Zisterzienserinnen, 1802 aufgelöst)
  - Kloster Gevelsberg (1236–1577) 1585 Damenstift bis 1812
  - Kloster Gnadental (Neuss) (1250–1802)
  - Kloster Gokirchen in Paderborn (1229–1500/1505, dann Benediktinerinnen bis 1810)
  - Kloster Graefenthal bei Goch (um 1248–1802)
  - Kloster Graurheindorf (um 1230–1802)
  - Kloster Gravenhorst (1256–1808)
  - Kloster Herchen (1247–1624)
  - Kloster Himmelpforten in Ense (1246–1804)
  - Kloster Himmelspforte in (Euskirchen-)Schweinheim (1213–1803)
  - Kloster Holthausen in Büren (1243–1810)
  - Kloster Hoven (Marienborn) bei Zülpich (1188–1802)
  - Kaarst (1214–1234) Umzug nach Eppinghoven
  - Kloster Kentrop in Hamm (1272–1808)
  - Kloster Mariengarten in Köln (um 1220–1802)
  - Kloster Sankt Maria im Spiegel in Köln (Sion) (um 1246, 1614 Birgittinnen, 1802 aufgelöst)
  - Kloster Sankt Mechtern in Köln (Zisterzienserinnen 1277–1802, später in Sankt Apern)
  - Kloster Leeden bei Tecklenburg (1240–1538), danach Freiweltliches Stift bis 1822
  - Kloster Levern in Stemwede (1227–vor 1543)
  - Kloster Marienbächlein in Sterkrade (1240–15. Juli 1809)
  - Kloster Marienbenden in Brühl (um 1207–1802)
  - Kloster Marienberg in Vinnenberg (1256–1465) Benediktinerinnen 1465–1810, Wiederbesiedelung durch Benediktinerinnen 1896
  - Kloster Marienborn in Coesfeld (1235–1803)
  - Kloster Sankt Ägidii in Münster (1173–1468, dann Benediktinerinnen bis 1811)
  - Kloster Ophoven (vor 1197 in Ophoven, 1234 nach Dalheim (Mainz?), aufgelöst 1802)
  - Gaukirche St. Ulrich (Paderborn) (1229, ab 1500 Benediktinerinnen, Auflösung 1810)
  - Kloster Rengering in Ostbevern (1247–1810)
  - Kloster Saarn in Mülheim an der Ruhr (um 1200–1806)
  - Kloster St. Jöris in Eschweiler bei Aachen (um 1270–1802)
  - Kloster Schale in Hopsten-Schale (1278–1527)
  - Kloster Schledenhorst (1240–1806)
  - Schweinheim/Euskirchen Himmelstür (1238–1802)
  - Kloster Segenstal in Vlotho (1252–1430, danach Zisterzienserpriorat von Kloster Loccum, Auflösung 1560)
  - Kloster Sterkrade in Oberhausen-Sterkrade (1240–1809)
  - Kloster Walberberg in Bornheim (1197–1447, seit 1452 Zisterzienserpriorat von Kloster Heisterbach)
  - Kloster Welver (1240–18. November 1809)
  - Kloster Wormeln bei Warburg in Westfalen (1246–16. September 1810)
  - Kloster Zissendorf in Hennef (1247–1802)

#### Rheinland-Pfalz
- Mönchsklöster
  - Kloster Disibodenberg (1259–1559, vorher Benediktiner und Chorherren)
  - Kloster Eußerthal (1148–1561)
  - Abtei Himmerod bei Großlittgen (1134–1802, 1922 wiedererrichtet, 2017 aufgelöst)
  - Kloster Otterberg

- Nonnenklöster
  - Affolderbach (1222–1544)
  - Alzey Kloster Himmelgarten (1295–1479/86), danach Kollegiatkirche
  - Alzey Heilig-Geist-Kloster (1262 bis nach 1296) nach 1296 mit Kloster St. Johannes vereint
  - Alzey Kloster Sankt Johannes (nach 1262–1564)
  - Bingen (1215–1632) siehe Rupertsberg
  - Kloster Daimbach, Mörsfeld (13. Jh.-1525/68), heute Daimbacher Hof
  - Kloster Dalheim (Mainz) (1251–1802) Mariendalen, Marienkron
  - Kloster Engelport (1220 bis vor 1265), danach Prämonstratenserinnen (bis 1802)
  - Heidesheim/Colgenstein (1250–1300)
  - Heilsbruck/Edenkoben (1232–1560)
  - Kloster Ingelheimerhausen (bis 1435, davor Augustinerinnen ab Mitte 12. Jahrhundert, danach Karmelitinnen (1435–1538))
  - Koblenz Maria in der Lehr (1244–1580), danach in St. Georg (Niederwerth) bis 1811
  - Kloster Kumbd (1183–1566)
  - Löwenbrücken/Trier St. Helena (1231–1674)
  - Kloster Machern (1238–1802)
  - Abtei Altmünster, Mainz (1243–1781), vorher 734–1243 Benediktinerinnen, bis auf die Kirche abgebrochen
  - Weißfrauenkloster Mainz Neumünster (1281–1802), gegr. 1250 Weißfrauen/Reuerinnen
  - Mainz St. Agnes (1250-vor 1587) 1605–1802 OSA-Chorfrauen
  - Mühlheim/Osthofen (1167–1272)
  - Namedy/Andernach (1255–1573)
  - St. Georg in Niederwerth (1580–1811), vorher Aug.-Chorherren
  - Oberwesel Kloster Allerheiligen (1230–1802)
  - Paradies/Mauchenheim (1296–1418) 1559?
  - Ramsen (1267–1418), 1477–1485 Zisterzienser
  - Kloster St. Maria im Rosenthal bei Binningen (Eifel) (1169–1802)
  - Kloster Rosenthal (Pfalz) bei Kerzenheim (1241–1572)
  - Kloster Rupertsberg/Bingen (1215–1632)
  - Kloster St. Katharinen in Sankt Katharinen (Landkreis Neuwied) (1201–1803)
  - Kloster Sankt Katharinen in Sankt Katharinen bei Bad Kreuznach (1219–1574)
  - Sankt Thomas an der Kyll (1185–1802), 1910–1942 Franziskaner, 1946 Priesterhaus, Exerzitienhaus
  - Sion/Mauchenheim (1247–1566), Hofgut bis 1800
  - Wallersheim/Koblenz (1278–1802)
  - Worms/Kirschgarten, Mariengarten, Marienthal (1226–1443)
  - Worms/Marienmünster, Nonnenmünster (1236–1802)

#### Saarland
- Mönchskloster
  - Kloster Wörschweiler (1171–1558)

#### Sachsen
- Mönchsklöster
  - Kloster Altzella (1170–1540)
  - Kloster Buch
  - Kloster Grünhain
  - Kloster Rosenthal (1974–2006)

- Nonnenklöster
  - Kloster Frankenhausen (bei Crimmitschau) (vor 1271 in Grünberg–1525)
  - Kloster Nimbschen (Marienthron) 1240 in Torgau, 1251 Grimma, 1288 Nimbschen, bis 1536
  - Kloster Heilig Kreuz (Meißen) (1217–1568)
  - Kloster St. Georg (Leipzig) (1230–1480, danach Benediktinerinnen bis 1541)
  - Kloster Mariapforte in Sitzenroda (1225–1541)
  - Kloster Marienthal (Sornzig) (1241–1539/40)

#### Sachsen-Anhalt
- Mönchsklöster
  - Kloster Michaelstein, Blankenburg/Harz (1139/1167–1543, 1629–1640)
  - Kloster Pforta (Sancta Maria ad Portam) in Schulpforte bei Naumburg (1137–1540)
  - Kloster Sittichenbach
  - Volkmarskeller, Blankenburg/Harz (1146–1167)

- Nonnenklöster
  - Kloster Abbenrode (1243–1554), vorher Aug-Chorherren seit 1145
  - Kloster Adersleben (6. Dezember 1260–1809)
  - Kloster Althaldensleben (um 1228–1810)
  - Agnetenkloster in Neustadt b. Magdeburg (1230–1810)
  - Ankuhn/Zerbst (1214–1298) 1298 Umzug von Ankuhn nach Zerbst Am breiten Tor
  - Kloster Aschersleben (Graues Kloster) (um 1267–um 1525)
  - Kloster Beuditz bei Weißenfels (1232–1544)
  - Zisterzienserinnenkloster Blankenburg (Harz) in Blankenburg (Harz) (um 1250–1532/1548), zist. 1305, vorher Chorherren
  - Kloster St. Burchardi (Halberstadt) (1208–1810)
  - Halberstadt St. Jakob der Ältere (1206–1208)
  - Kloster Häseler in Klosterhäseler (vor 1239–1540/60)
  - Kloster Hedersleben in Hedersleben Selke! (1253–1810)
  - Kloster Helfta (1229–1542, seit 1999 wiederbesiedelt)
  - Kloster Sankt Georg (Kelbra) in Kelbra (um 1251–1551)
  - Kloster Langendorf in Langendorf (Weißenfels) (1230–1385), 1385–1540 Benediktinerinnen, 1560 letzte Nonne gestorben
  - Kloster Sankt Lorenz in Magdeburg-Neustadt (1209/1220)
  - Kloster Marienkammer in Glaucha bei Halle/Saale (1231–1541/57)
  - Kloster Marienstuhl bei Egeln (1259–1809)
  - Kloster Marienthal (Schloss Marienthal) bei Eckartsberga (1291–1531)
  - Kloster Mehringen in Mehringen (Aschersleben) (1222–1525)
  - Kloster Meyendorf in Meyendorf, Ortsteil von Wanzleben-Börde (1267–1810)
  - Naundorf bei Allstedt (1250–1531)
  - Kloster Neuendorf, Ortsteil der Hansestadt Gardelegen (1228–1578), ev. Damenstift 1578–1810
  - Nikolausrieth Kloster auf dem Rodeberg (1236–1525)
  - Kloster Sankt-Maria-auf-dem-Georgenberg in Plötzky (1248–1538)
  - Kloster Rodersdorf bei Wegeleben (13. Jahrhundert−1648)
  - Kloster Rohrbach bei Oberröblingen, Stadtteil von Sangerhausen (1220/30–1540)
  - Kloster St. Ulrich in Sangerhausen (1265–1540)
  - Kloster Wasserleben in Wasserleben bei Wernigerode (1300–1525)
  - Kloster Wolmirstedt in Wolmirstedt (um 1225–1573)
  - Kloster Zerbst in Zerbst/Anhalt (1298 – 16. Jh.)

#### Schleswig-Holstein
- Mönchsklöster
  - Kloster Reynevelde in Reinfeld (Holstein) bei Lübeck
  - Rudekloster in Glücksburg (1209/10–1557)
  - Kloster Guldholm bei Süderfahrenstedt (1191–1209/10, Vorläufer des Rudeklosters)

- Nonnenklöster
  - St.-Johannis-Kloster (Lübeck) (1246–1575), vorher seit 1177 Benediktinerinnen, Stift für Lübecker Bürgertöchter
  - Kloster Itzehoe 1230 in Ivenfleth gegr., 1256 nach Itzehoe bis 1534, 1541 ev. Damenstift
  - Kloster Reinbek im Herzogtum Lauenburg, (1226, 1233 verlegt nach Köthel, 1251 verlegt nach Hinschendorf - 1529)
  - Kloster Uetersen (1234–1555) ev. Damenstift

#### Thüringen
- Mönchsklöster
  - Kloster Johannistal in Eisenach (1256–1525, war keine selbstständige Abtei)
  - Kloster Georgenthal in Georgenthal (1142–1528)
  - Georgenzell in Rosa OT Georgenzell (Priorat von Georgenthal; 1320–1531)
  - Kloster Reifenstein (1162–1803, heute als Krankenhaus genutzt)
  - Kloster Volkenroda (1131–1540, seit 1994 von evang. Jesus-Bruderschaft wiederbesiedelt)

- Nonnenklöster
  - Kloster Allendorf bei Bad Salzungen (1266/1272–1508), 1508–1528 Benediktinerinnen
  - Kloster Anrode in Dingelstädt (1267–1810)
  - Kloster Bachra (1256–1272) Verlegung und Vereinigung mit Donndorf
  - Kloster Berka bei Bad Berka (1240/1250–1525)
  - Kloster Beuren in Beuren (1200–1555 und 1617–1809)
  - Bischofferode/Ellrich (1238–1294) Umsiedlung und Gründung des Altendorfer Klosters in Nordhausen 6. Mai 1294
  - Breitenbich (1235–1253) Umzug des Konventes nach Mühlhausen bis 1267
  - Kloster Dietenborn (1496–1556) vorher Benediktiner
  - Kloster Döllstädt in Döllstädt (um 1290–1525/1529)
  - Kloster Donndorf in Donndorf (um 1250–1541)
  - Katharinenkloster in Eisenach (1208–1525/1545)
  - Kloster Eisenberg (vor 1212 in Triptis, 1212 Zwickau, 1219 Eisenberg – 1524)
  - Kloster Frankenhausen in Bad Frankenhausen (um 1215–1525/1526 bzw. 1536)
  - Kloster Frauenprießnitz in Frauenprießnitz bei Jena (1259–1539)
  - Kloster Frauensee in Frauensee (1189–1316), nach 1316 Benediktinerinnen
  - Heiligkreuz-Kloster in Gotha (1216–1258), nach 1258 Augustinereremiten
  - Kloster Großballhausen (vor 1306–1326) nach Großfurra verlegt
  - Kloster Großfurra in Großfurra (1306 in Großballhausen, 1326–1538)
  - Grünberg (4. Mai 1276–1292) nach Frankenhausen bei Crimmitschau umgesiedelt.
  - Kloster Heyde bei Georgenthal (vor 1298)
  - Kloster Ichtershausen bei Arnstadt (1147–1539)
  - Michaeliskloster in Jena, bei der Michaeliskirche (1301–1525)
  - Kloster Kapellendorf in Kapellendorf bei Weimar (1235–1527)
  - Kloster Kölleda in Kölleda (1265–1556)
  - Kloster Mariengarten (Erfurt) in Erfurt (1288–1632, 1755–1819)
  - Kloster Marksußra in Marksußra OT von Ebeleben (1287–1551)
  - Mühlhausen (1253–1267), von Breitenbich, nach Anrode
  - München/Ilm (1241–1248) vorher Benediktiner, nachher nach Berka verlegt
  - Kloster Nikolausrieth (Kloster auf dem Rodeberg) in der Nähe von Urbach (1228/47–1531)
  - Kloster Altendorf (Nordhausen) in Nordhausen (1294–1525), 6. Mai 1294 Übersiedlung des Konventes von Bischofferode/Ellrich
  - Kloster Nordhausen-Frauenberg in Nordhausen (1200–1524)
  - Kloster Oberweimar (1244–1525) (Selige Lukardis 1286–1309)
  - Petersberg/Eisenberg (vor 1148–1525)
  - Kloster Roda in Stadtroda (1247–1531, heute existiert nur noch die Ruine der Klosterkirche)
  - Roßleben (1250/60–1554) 1554 Klosterschule gegr. (um 1140 als Augustinerkloster gegründet und um 1250 in ein Zisterzienserinnenkloster gewandelt)
  - Kloster Heiligkreuz im Ortsteil Kloster von Saalburg-Ebersdorf (um 1310–1544)
  - Saalfeld (1267–1275, dann nach Stadtilm verlegt)
  - Stadtilm (1275–1533), heute als Rathaus genutzt
  - Kloster Teistungenburg bei Teistungen (1260–1809)
  - Triptis (um 1200–1212) nach Zwickau
  - Weimar Jakobskirche/1168 geweiht (1240–?)
  - Kloster Worbis in Worbis (1311–1540)

### Estland
- Mönchsklöster
  - Kloster Kärkna (Falkenau) bei Tartu (1234–1558)
  - Kloster Padise (Padis) (Abtei 1317–1559)

- Nonnenklöster
  - Kloster Sankt Michaelis (Tallinn) in Tallinn (Reval) (1249–1629)
  - Kloster Lihula (Leal) in Lihula (vor 1450)

### Frankreich

#### Auvergne-Rhône-Alpes
- Mönchsklöster
  - Kloster Aiguebelle (1137–1791? wiederbesiedelt durch Trappisten 1815)
  - Kloster Aulps (1094/97, Zist. 1136–1790/91)
  - Kloster Bellaigue (1137–1790)
  - Kloster Bonlieu-sur-Roubion (1171 Nonnen, gegen 1400–1790 Mönche, seit 1871 Prämonstratenser)
  - Kloster Bonnevaux (Dauphiné) (1117–1791)
  - Kloster Chassagne (1162–?)
  - Kloster Chézery (1140–1790)
  - Kloster Féniers (1173–1686)
  - Kloster Hautecombe (1119, 1135–1790 Zist., 1826–1922)
  - Kloster La Bénisson-Dieu (1138–1611, danach Nonnen)
  - Kloster Le Bouschet-Vauluisant (1198–1791)
  - Kloster Léoncel (1137–1791)
  - Kloster Les Chambons (1162–1790)
  - Feuillantenkloster Lyon (1619–1791)
  - Kloster Mazan (1119–1791)
  - Kloster Mègemont (1611 Mönche, zuvor Nonnen)
  - Kloster Montpeyroux (1126–1790)
  - Kloster Saint-Sulpice bei Thézillieu (1116–1130 Kartäuser, 1130–1791 Zisterzienser)
  - Kloster Sept-Fons (1132–1791, seit 1845 Trappisten)
  - Kloster Tamié (1133–1792, seit 1861 Trappisten)
  - Kloster Valbenoîte (1184–1790)
  - Kloster Valcroissant (1188–1568 (verlassen)/1791 (aufgehoben))

- Nonnenklöster
  - Kloster Bellecombe
  - Zisterzienserinnenabtei Bonlieu (Haute-Savoie) (1165, 1648 nach Annecy verlegt, dort bis 1793)
  - Kloster Bonlieu-sur-Roubion (1171 Nonnen, gegen 1400–1790 Mönche, seit 1871 Prämonstratenser)
  - Kloster Bonlieu (Loire) (1199–1790)
  - Kloster Bonnecombe (Isère) (12. Jahrhundert)
  - Kloster Bons in Chazey-Bons, dann Belley (Ain) (1155–1791)
  - Kloster Bouchet (Drôme) (1184–1413, bis 1475 Priorat von Kloster Aiguebelle)
  - Zisterzienserinnenabtei Bussières (1160, ab 1625 in Bourges)
  - Kloster Clavas (vor 1176 bis 1765)
  - Kloster La Bénisson-Dieu (Loire) (Mönche 1138–1611, Nonnen 1611–1791)
  - Kloster La Séauve-Bénite 1226–1792
  - Kloster Laval-Bénite (Isère) in Saint-Pierre-de-Bressieux, dann in La Côte-Saint-André (1117–1635–1791)
  - Kloster Lavaysse oder La Vassin (von 1150 bis 1792)
  - Kloster Le Betton (Savoie) (1133–1791)
  - Kloster Le Lieu-Notre-Dame (Haute-Savoie) (um 1150–1538)
  - Kloster L’Éclache
  - Kloster Les Ayes (Isère) (1142–1791)
  - Kloster Mègemont (ab 1206 Nonnen, 1611–1791 Mönche)
  - Zisterzienserinnenkloster Montfaucon (1638–1791)
  - Kloster Saint-Just (Drôme) (1349, 1600 nach Romans verlegt, 1791 aufgelöst)
  - Zisterzienserinnenabtei Sainte-Catherine-du-Mont-de-Semnoz (Haute-Savoie) (um 1179–1772)
  - Kloster Tullins (Isère) (1627–1783)
  - Kloster Vernaison (Drôme) (um 1165 als Priorat in Comiers gegründet, 1220 nach V. verlegt, 1616–1791 in Valence)

#### Bourgogne-Franche-Comté
- Mönchsklöster
  - Kloster Acey (1136–1790, seit 1873 Trappisten)
  - Kloster Balerne
  - Kloster Bellevaux
  - Kloster Bithaine
  - Kloster Bourras (1119–1791)
  - Kloster Buillon
  - Kloster Cherlieu
  - Kloster Cîteaux (1098–1791, seit 1898 Trappisten)
  - Kloster Clairefontaine
  - Kloster Fontenay (1119–1791)
  - Kloster La Bussière (1131–1790)
  - Kloster La Charité (Burgund) (1432–1790)
  - Kloster La Charité (Franche-Comté) (1133–1791)
  - Kloster La Ferté (1113–1790)
  - Kloster La Grâce-Dieu (Franche-Comté) (1139–1790, 1844–1909, seit 1927 Bernhardinerinnen)
  - Kloster Les Écharlis (1131–1791)
  - Kloster Lieu-Croissant
  - Kloster Maizières (1132–1791)
  - Kloster Marcilly (1460–1791, zuvor Nonnen)
  - Kloster Miroir (1131–1619)
  - Kloster Mont-Sainte-Marie
  - Kloster Pontigny (1114–1791)
  - Kloster Quincy (1193–1790)
  - Kloster Reigny (1128–1790)
  - Kloster Rosières
  - Kloster Theuley
  - Kloster Val-des-Choues (um 1185, 1761–1791 zisterziensisch) mit Prioraten Val Saint-Benoît und Vausse
  - Kloster Vauluisant (1127–1636, danach Trappisten (1636–1791))

- Nonnenklöster
  - Zisterzienserinnenabtei Battant in Besançon (1227–1791)
  - Kloster Collonges
  - Kloster Corcelles
  - Dole/Ounans
  - Kloster La Cour-Notre-Dame
  - Kloster Les Isles (1219–1791)
  - Kloster Lieudieu (Burgund) (1180–1791)
  - Kloster Marcilly (1239–vor 1460)
  - Kloster Molaise (um 1168–1790)
  - Kloster Montarlot (vor 1174–1393)
  - Kloster Réconfort (1235–1791)
  - Kloster Tart (um 1120–1791)

#### Bretagne
- Mönchsklöster
  - Kloster Bégard (1130–1790)
  - Kloster Bon-Repos (1172–1790)
  - Kloster Boquen (1137–1790)
  - Kloster Coëtmaloën (1142–1790)
  - Kloster Langonnet (1136–1790)
  - Kloster Lanvaux (1138–1790)
  - Kloster Prières (1251–1790)
  - Kloster Le Relec (1132–1790)
  - Kloster Saint-Aubin-des-Bois (1138–?)
  - Kloster Saint-Maurice-de-Carnoët (1177–1791)
  - Kloster La Vieuxville (1147–1790)
- Nonnenklöster
  - Kloster La Joie (1260)
  - Zisterzienserinnenabtei Kerlot (1652)

#### Centre-Val de Loire
- Mönchsklöster
  - Kloster L’Aumône (1121–1791)
  - Kloster Barzelles (1137)
  - Kloster Beaugerais (1172–1791)
  - Kloster Chalivoy (1138–1791)
  - Kloster La Clarté-Dieu (1239–1790)
  - Kloster La Colombe (1146–1791)
  - Kloster La Cour-Dieu (1119–1791)
  - Kloster Fontaine-les-Blanches (1147–1791)
  - Kloster Fontainejean (1124–1791)
  - Kloster Fontmorigny (1149–1790)
  - Kloster Le Landais (1129–1791)
  - Kloster Lorroy (1125–1791)
  - Kloster Noirlac (1136–1790)
  - Kloster Olivet (1145–1791)
  - Kloster Les Pierres (1149–1790)
  - Kloster La Prée (1141–1790)
  - Kloster Varennes (1148–1791)

- Nonnenklöster
  - Kloster Beauvoir in Marmagne (1234–1791)
  - Zisterzienserinnenabtei Bonlieu (Sarthe) in Dissay-sous-Courcillon (1219–1790)
  - Kloster La Bourdilière (Priorat 1662–1769)
  - Kloster Bussières
  - Kloster L’Eau in Ver-lès-Chartres (1225–1792)
  - Kloster Moncey (1209 von Kloster Savigny, 1652 Abtei, bis 1792)
  - Kloster Saint-Aignan (1641 bis 1791)
  - Kloster Le Lieu-Notre-Dame (um 1220, 1778 mit Kloster Voisins vereinigt)
  - Zisterzienserinnenabtei Le Perray-aux-Nonnains in Écouflant (1248–1791)
  - Priorat Sainte-Catherine in Angers (1638–1791)
  - Kloster Saint-Bernard in Courville (Priorat)
  - Kloster Saint-Loup (1235–1792)
  - Kloster La Virginité in Les Roches l'Évêque (1220 bis 1791)
  - Kloster Voisins

#### Grand Est
- Mönchsklöster
  - Kloster Auberive (1136–1791?)
  - Kloster Baumgarten
  - Kloster Beaulieu-en-Bassigny (1166–1791?)
  - Kloster Beaupré (Lorraine) (1130–1790)
  - Kloster Belleau (ab 1510, vorher Nonnen)
  - Kloster Bonnefontaine (1152–1791?)
  - Kloster Boulancourt (1150–1791)
  - Kloster Châtillon (1142–1791)
  - Kloster Cheminon (1137–1791?)
  - Kloster Chéry (1147–1791?)
  - Kloster Clairlieu (1151–1790)
  - Kloster Clairvaux (1115–1791)
  - Kloster Droiteval (1453–1790, vorher Nonnen)
  - Kloster Écurey (1144–1791)
  - Kloster Élan (1148–1791)
  - Kloster Freistroff (1470–1791, vorher Nonnen)
  - Kloster Haute-Fontaine (1136–1791?)
  - Kloster Hauteseille (1140–1791)
  - Kloster Igny (1126–1791?, 1875–1903 Trappisten, seit 1929 Trappistinnen)
  - Kloster La Chalade (1127–1790)
  - Kloster La Charmoye (1167–1791?)
  - Kloster La Crête (1121–1791?)
  - Kloster La Grâce-Notre-Dame (1223–1790, bis 1464 Nonnen)
  - Kloster Larrivour (1140–1791?)
  - Kloster Le Reclus (1142–1791?)
  - Kloster Les Vaux-en-Ornois (1130/1133–1791)
  - Kloster Lisle-en-Barrois
  - Kloster Longuay (1149–1791?)
  - Kloster Lucelle (Lützel) (1123/1124–1792)
  - Zisterzienserkloster Saint-Apollinaire in Michelbach-le-Haut
  - Kloster Monthiers-en-Argonne (1144–1791?)
  - Kloster Mores (1152–1791?)
  - Kloster Morimond (1115–1791)
  - Kloster Neubourg
  - Kloster Pairis
  - Kloster La Piété-Dieu (Ramerupt)
  - Kloster Pontifroy (1323–1740)
  - Kloster Saint-Benoît-en-Woëvre (1132–1791)
  - Kloster Sellières (1168–1791?)
  - Kloster Signy (1135–1791?)
  - Abtei Sturzelbronn (1135–1790)
  - Kloster Trois-Fontaines (1118–1791?)
  - Kloster Valroy (1147–1791?)
  - Kloster Vaux-la-Douce (1168–1791?)
  - Kloster Villers-Bettnach, Saint-Hubert (Moselle) (1130/1134–1790)

- Nonnenklöster
  - Kloster Argensolles (1224–1790)
  - Kloster Belfays (um 1140, 1393 Grangie von Morimond)
  - Kloster Belleau (1242–1510, später Mönche)
  - Kloster Belmont (1127–1792)
  - Kloster Benoîtevaux (Busson/Reynel) (1140–1790)
  - Kloster Boulancourt
  - Kloster Clairmarais (Reims) (1222, 1462 Mönche, 1473 mit Clairvaux vereinigt)
  - Kloster Consolation (vor 1274, 1399 mit Élan vereinigt, 1791 aufgelöst)
  - Kloster Droiteval (1128/1140–1438, danach Mönchspriorat)
  - Kloster Félipré (1462 Mönche, 1465 Nonnen)
  - Kloster Freistroff (1230–1470)
  - Kloster La Grâce-Notre-Dame (1223–1790, ab 1464 Mönche)
  - Kloster Koenigsbruck bei Haguenau (um 1140–1791)
  - Kloster L’Amour-Dieu (1232–1791)
  - Kloster Le Jardin (1229–1403)
  - Kloster Le Petit-Clairvaux (1304–1756)
  - Kloster Les Rosiers (1241 Nonnen, ab 1389 Mönchspriorat)
  - Kloster L’Étanche (1148–1792)
  - Kloster Marienfloss
  - Kloster Michelbach bei Ferrette (Pfirt) im Oberelsass (1238–1256), danach wohl Mönche
  - Kloster Michelfeld-Blotzheim im Oberelsass (1254–1442)
  - Kloster La Piété-Dieu (Ramerupt)
  - Abtei Poulangy (1149–1234, davor und danach Benediktinerinnen)
  - Kloster Notre-Dame des Prés in Saint-André-les-Vergers bei Troyes (1235–1791)
  - Kloster Sainte-Hoïlde (1228–1791)
  - Kloster Schönensteinbach bei Mülhausen im Oberelsass, 1135, ab 1160 Augustinerinnen, dann Dominikanerinnen
  - Kloster St-Jacques (1234–1792)
  - Kloster St-Pantaléon in St-Dizier (1227–1751)
  - Kloster Valbaion (1175–1393)
  - Kloster Val-des-Vignes (1252, 1309 mit Clairvaux vereinigt)
  - Kloster Vézelise (1874–1902, vorher Kapuziner)

#### Hauts-de-France
- Mönchsklöster
  - Kloster Beaupré (Picardie) (1135)
  - Kloster Bohéries (1141)
  - Kloster Cercamp (1137–1791?)
  - Kloster Chaalis (1136)
  - Kloster Clairmarais (1140–1791?)
  - Kloster Foigny (1121)
  - Kloster Froidmont (1134)
  - Kloster La Joie (Oise) (Priorat 1451, zuvor Nonnen)
  - Kloster Lannoy (1135)
  - Kloster Le Gard (1137)
  - Kloster Lieudieu (1191)
  - Kloster Longpont (1132)
  - Kloster Longvillers (1135–1791?)
  - Kloster Loos (1149–1791?)
  - Kloster Monchy (Priorat 1460, zuvor und ab 17. Jahrhundert wieder Nonnen)
  - Kloster Ourscamp (1129)
  - Kloster St-Lazare (Priorat 1614)
  - Kloster Valloires (1137)
  - Kloster Vauclair (1134–1790)
  - Kloster Vaucelles (1132–1791?)

- Nonnenklöster
  - Kloster Beaupré (Nord) (1220)
  - Kloster Biache (1235)
  - Kloster Blendecques (1189)
  - Kloster Bois (1202)
  - Kloster Bonham (1223)
  - Kloster Espagne (1178–1747)
  - Kloster Fervaques (1140)
  - Abtei Flines (1234)
  - Kloster Fontenelle (1212)
  - Kloster Gomerfontaine (Abtei 1226)
  - Kloster La Brayelle (1196)
  - Kloster La Joie (1240–1451, danach Mönchspriorat)
  - Kloster La Woestine (1217)
  - Kloster Le Sauvoir (1239)
  - Kloster Le Verger (vor 1225)
  - Kloster Le Vivier (1219)
  - Kloster Marquette (1226)
  - Kloster Monchy (1239–1460, danach Mönchspriorat, seit 17. Jahrhundert wieder Nonnen)
  - Kloster Montreuil-les-Dames (1136)
  - Kloster Notre-Dame des Prés (1212)
  - Kloster Paraclet (1218) in Cottenchy
  - Kloster Parc-aux-Dames (1205)
  - Kloster Ravensberg (1191)
  - Kloster Willencourt (1199)

#### Île-de-France
- Mönchsklöster
  - Kloster Barbeau (1147–1791)
  - Kloster Cercanceaux (1181–1791)
  - Kloster Jouy (1124–1791)
  - Kloster Preuilly (1118–1790)
  - Kloster Le Val (1125–1791)
  - Kloster Les Vaux-de-Cernay (1118 von Savigny, 1147 Zist.)
  - Zisterzienserabtei Pont-Colbert in Versailles (1892–1954)
  - Kloster Royaumont (1228–1791)
- Nonnenklöster
  - Kloster Abbaye-aux-Bois (1661 bis 1791)
  - Kloster Braie (1630, 1760 mit Kloster La Joie (Nemours) vereinigt)
  - Kloster La Joie (Nemours) (1231–1791)
  - Kloster Le Lys (1244–1791)
  - Kloster Mont-Notre-Dame (1230, 1648 Filles de la Charité)
  - Kloster Pont-aux-Dames (1226–1791)
  - Kloster Port Royal des Champs (1204)
  - Kloster Villiers-aux-Nonnains (1230)
  - Kloster Argenteuil (Priorat 1635, mit Pentémont (Paris) vereinigt 1745)
  - Kloster Maubuisson (1236)

#### Normandie
- Mönchsklöster
  - Kloster Aulnay (1147–1791)
  - Kloster Barbery (1176–1790)
  - Kloster Beaubec (1127 Savigny, 1148–1790 zist.)
  - Kloster Bonport (1189–1791)
  - Kloster Foucarmont (1130 Savigny, 1147–1791 zist.)
  - Kloster La Boulaye (1170)
  - Kloster La Noé (1144)
  - Kloster La Trappe (1147–1790, seit 1815 Trappisten)
  - Kloster Le Breuil-Benoît (1137 Savigny, 1147–1190 zist.)
  - Kloster Le Valasse (1181)
  - Kloster L’Estrée (1145–1684, 1684–1803 Zisterzienserinnen)
  - Kloster Mortemer (1137–1791)
  - Kloster Saint-André-de-Gouffern (1147–1790)
  - Kloster Savigny (1147–1790)
  - Kloster Torigny (1307–?, 1630–? Zisterzienserinnen)
  - Kloster Val-Richer (1142–1790)

- Nonnenklöster
  - Abbaye Blanche in Mortain (1147–1791)
  - Kloster Arques (1636–1791)
  - Kloster Bival (1128–1790)
  - Kloster Bondeville (1147 zisterziensisch, 1657 Abtei, 1790 aufgelöst)
  - Kloster Fontaine-Guérard (1135 Benediktiner, 1189–1790)
  - Zisterzienserinnenabtei Les Clairets in Mâle (1204–1792)
  - Kloster Le Trésor (1228–1790)
  - Kloster L’Estrée (1684–1803, 1145–1684 Zisterzienser)
  - Kloster Neufchâtel (1654 zist., bis 1791)
  - Kloster Saint-Aubin (Gournay-en-Bray) (1200–1791)
  - Kloster Saint-Saëns (1167, 1629 Abtei, 1791 aufgelöst)
  - Kloster Torigny (1630–?, vorher Zisterzienser 1307–?)
  - Kloster Villers-Canivet (1147–1792)
  - Kloster Yvetot (1657–1780)

#### Nouvelle-Aquitaine
- Mönchsklöster
  - Kloster Aubepierre (1149–?)
  - Kloster Aubignac (1162–?)
  - Kloster Bœuil (1162–?)
  - Kloster Bonlieu (Creuse) (1162–?)
  - Kloster Bonlieu (Gironde) (1147–1791)
  - Kloster Bonnaigue (1147–1791)
  - Kloster Bonne-Esperance in Échourgnac (Dordogne) (1868–1910, seit 1923 Trappistinnen)
  - Kloster Bonnevaux (Vienne) (1119, Zist. 1124–?)
  - Kloster Boschaud (Dordogne) (1145–1791)
  - Kloster Cadouin (Dordogne) (1115/1119–1789)
  - Kloster Charron (1191–1791)
  - Kloster Dalon (Dordogne) (1114/1162–1791)
  - Kloster Peyrouse (Dordogne) (1153–1793)
  - Kloster Faise (Gironde) (1137–1790)
  - Kloster Fontguilhem (Gironde) (1124–1789)
  - Kloster Gondon (Lot-et-Garonne) (1120–1791)
  - Kloster Grosbois (Grosbot) (975, Zist. nach 1142–1791)
  - Kloster La Frenade (1151–1791)
  - Kloster La Grâce-Dieu (Aunis) (1135–?)
  - Kloster La Merci-Dieu (1151–?)
  - Kloster La Valette (1147–1791?)
  - Kloster Le Pin (1120, Zist. 1141–?)
  - Kloster Les Châtelliers (1118, Zist. 1163–1790?)
  - Kloster L’Étoile (1124–1791)
  - Kloster Notre-Dame-de-Ré (Les Châteliers) (1156–?)
  - Kloster Obazine (Aubazine) (1147–1791)
  - Kloster Palais-Notre-Dame (1162–?)
  - Kloster Pérignac (Lot-et-Garonne) (1151–1791)
  - Kloster Pontaut (Landes) (1151–1791)
  - Kloster Prébenoît (1162–1791)
  - Kloster Rivet (Gironde) (1189–?, seit 1938 Nonnen)
  - Kloster Sauvelade (Pyrénées-Atlantiques) (1127–1791)
  - Kloster St-Léonard-des-Chaumes (1035, Zist. 1168–1791)
  - Kloster Valence (1225–1791)

- Nonnenklöster
  - Kloster Coyroux (1147–1791)
  - Kloster Saint-Bernard (Tulle) (1622–?)
  - Kloster Saint-Bernard-de-Lasteron in Bayonne (Pyrénées-Atlantiques) (1168–1790)
  - Kloster Saint-Sigismond in Orthez, (Pyrénées-Atlantiques) (1127–1774)

#### Okzitanien
- Mönchsklöster
  - Kloster Gourdon (L’Abbaye Nouvelle) (1242–17. Jahrhundert)
  - Kloster Ardorel (1147–1791)
  - Kloster Beaulieu-en-Rouergue oder Belloc
  - Kloster Belleperche (1143–1791)
  - Kloster Berdoues (Gers)(1117–1791)
  - Kloster Bonnefont (1137–1791)
  - Kloster Bonnecombe (1167–1790, 1865–1975 Trappisten, seit 1998 Schwestern der Communauté des Béatitudes)
  - Kloster Bonneval (1147–1790, seit 1876 Trappistinnen)
  - Kloster Bouillas (Gers) (1150–1791)
  - Kloster Boulbonne (1150–1791)
  - Kloster Candeil (1150/52–1791)
  - Kloster Calers (Haute-Garonne) (1148–1790)
  - Kloster Eaunes (1150–1791)
  - Kloster L’Escaladieu (Hautes-Pyrénées) (1137–1790)
  - Kloster Les Feuillants (1145–1592)
  - Kloster Flaran (Gers) (1151–1791)
  - Kloster Franquevaux (Gard) (1143)
  - Kloster La Garde-Dieu (1150–1791, wiederbesiedelt 1864–1874)
  - Kloster Gimont oder Planselve (Gers) (1142–1791)
  - Kloster Grandselve (1145–1791)
  - Kloster Loc-Dieu (1162–1791)
  - Kloster Nizors oder La Bénissons-Dieu (Haute-Garonne) (1180–1790)
  - Kloster Notre-Dame du Jau (Pyrénées-Orientales) (1162)
  - Abtei Sainte-Marie de Fontfroide (Aude) (1146–1790, 1858–1901, davor 1093–1146 Benediktiner)
  - Kloster Saint-Marcel (Réalville) (1175–1790)
  - Saint-Michel-de-Cuxa (1919–1965, davor (878–1793) und danach Benediktiner)
  - Kloster Sylvanès Département Aveyron (1136–1768)
  - Kloster Valbonne (Pyrénées-Orientales) (1242)
  - Abtei Sainte-Marie de Valmagne (Hérault) (1159)
  - Kloster Villelongue (Aude) (1149–1791)

- Nonnenklöster
  - Kloster Beaulieu-en-Mirepoix (vor 1298, später mit Kloster Boulbonne vereinigt)
  - Kloster Eule (Pyrénées-Orientales) (1174–1791)
  - Kloster Fabas
  - Kloster Goion (vor 1167)
  - Kloster La Bènissons-Dieu (1659)
  - Kloster La Gourgue oder L’Oraison-Dieu (um 1187)
  - Kloster La Grâce-Dieu (Midi-Pyrénées)
  - Kloster La Pérouse (1153)
  - Kloster Les Olives (Les Olieux del Lec) (1204)
  - Kloster Leyme (1220)
  - Kloster Lissac (1286)
  - Kloster Lombez (Saint Bernard, 1628–1790)
  - Kloster L’Oraison-Dieu (um 1197)
  - Zisterzienserinnenabtei Marenx oder Mareux 1159, 1442 mit Kloster Boulbonne vereinigt
  - Kloster Mercoire (Lozère) (Anfang 13. Jahrhundert bis 1792)
  - Kloster Netlieu (Hérault) (vor 1179–1490)
  - Kloster Nonenque (Aveyron) (1139–1791, seit 1927 Kartäuserinnen)
  - Kloster Saint-Bernard (Gers) (1292)
  - Kloster Sainte-Claire (Gard) (wohl 1229)
  - Kloster Saint-Félix de-Montceau (Hérault) (1169–15. Jahrhundert)
  - Kloster Saint-Sulpice (Tarn) (Mitte 13. Jahrhundert)
  - Kloster Salenques (1353)
  - Kloster Valnègre (gegen 1200, 1431 oder 1442 mit Kloster Boulbonne vereinigt)
  - Kloster Valsauve (Gard) (vor 1217)
  - Kloster Vic (1360)
  - Kloster Vignogoul (Hérault) (1178)

#### Pays de la Loire
- Mönchsklöster
  - Kloster Bois-Grolland (1203–1790)
  - Kloster Moreilles (1152–1790)
  - Kloster La Boissière (1147–1790)
  - Kloster Chaloché (1147–1790)
  - Kloster Champagne (1188–?)
  - Kloster Tironneau (1149–1790)
  - Kloster Le Loroux (1121–1790?)
  - Kloster Buzay (1135/1141–1790)
  - Kloster Melleray (1145–1795, seit 1817 Trappisten)
  - Kloster Villeneuve (1201–1790)
  - Kloster Pontron (1134–?)
  - Kloster Bellebranche (1152–1607)
  - Kloster Clairmont (1152–1790)
  - Kloster Fontaine-Daniel (1204–1790)
  - Kloster L’Épau (1229–1790)
  - Kloster Perseigne (1145–?)
  - Kloster La Blanche (Noirmoutier) (1172–1790)
  - Kloster Trizay (1137–1790)
- Nonnenklöster
  - Kloster Sainte-Catherine in Angers (1638–1790)
  - Kloster Perray-aux-Nonnains (1246–1790)

#### Provence-Alpes-Côte d’Azur
- Mönchsklöster
  - Kloster Ulmet
  - Silvacane
  - Abtei Le Thoronet
  - Kloster Valsainte (1188–1791)

- Nonnenklöster
  - Kloster Almanarre/Lamanarre in Hyères (1221–1793)
  - Kloster Manosque (1636–?)
  - Kloster Mollégès (1235–1435)
  - Kloster Mont-Sion (Marseille) (1242–1791)
  - Kloster La Plane (1200 Benediktinerinnen, 15. Jahrhundert Zisterziensernonnen)
  - Kloster Saint-Pierre-en-Démuyès (1341–?)
  - Kloster Saint-Pierre-du-Puy (Orange)
  - Kloster Saint-Pons-de-Gémenos (1205–1407)
  - Kloster Sainte-Catherine (Avignon) (1150–1792)
  - Kloster Sainte-Croix (Apt) (1435–1791)
  - Kloster Sainte-Madeleine (Carpentras) (1348–1790)

### Griechenland
- Mönchsklöster
  - Zisterzienserkloster Daphni (1209–1458)
  - Kloster Gergeri (Kreta) (1218)
  - Kloster Isova (Peloponnes) (Ordenszugehörigkeit unsicher)
  - Kloster Sancta Maria Varangorum (Kreta) (1230)
  - Kloster Zaraka (Peloponnes) (1211/1225–um 1275)
  - Kloster Chortaiton bei Saloniki (1212–1224?)
  - Kloster Sanctus Archangelus (Euböa) (1223–?)

- Nonnenklöster
  - Kloster De viridario Beatae Mariae (Peloponnes) (unbekannt–1266)
  - Kloster Pyrn (Peloponnes) (nach 1223–1263)

### Irland
- Mönchsklöster
  - Abbeydorney Abbey (O’Dorney) Co. Kerry
  - Abbeyfeale Abbey Co. Limerick
  - Abbeylara Abbey Co. Longford (1210–1540)
  - Abbeyleix Abbey Co. Laois (1183, keine Reste erhalten)
  - Abbeymahon Abbey Co. Cork
  - Abbeyshrule Abbey Co. Longford (1150–1540)
  - Abbeystrowry Abbey Co. Cork
  - Abington Abbey Co. Limerick
  - Aghamanister Abbey siehe Abbeymahon Abbey
  - Arklow Abbey Co. Wicklow (1205 nach Abingdon Abbey verlegt)
  - Arnothmolt Abbey (vor 1207 nach Duiske Abbey (Graiguenamanagh) verlegt)
  - Assaroe Abbey Co. Donegal (1178)
  - Baltinglass Abbey Co. Wicklow (1148)
  - Bective Abbey Co. Meath
  - Boyle Abbey Co. Roscommon
  - Cashel Abbey siehe Hore Abbey
  - Clare Island Abbey Co. Mayo
  - Corcomroe Abbey Co. Clare
  - Curraghalicky Abbey Co. Cork
  - Duiske Abbey Co. Kilkenny
  - Dunbrody Abbey Co. Wexford
  - Fermoy Abbey Co. Cork
  - Glanawydan Abbey Co. Waterford (1170/1200–1228)
  - Glangragh Abbey (Vallis Caritatis; 1200–1228) widersprüchliche Angaben: entweder Co. Waterford (vielleicht mit Glanawydan Abbey identisch, andererseits County Down (Nordirland))
  - Holy Cross Abbey Co. Tipperary
  - Hore Abbey Co. Tipperary
  - Inislounaght Abbey Co. Tipperary
  - Jerpoint Abbey Co. Kilkenny
  - Kilbeggan Abbey Co. Westmeath
  - Kilcooly Abbey Co. Tipperary
  - Killenny Abbey (Glandy Abbey) Co. Kilkenny
  - Kilshane Abbey Co. Limerick
  - Knockmoy Abbey Co. Galway
  - Loughmere Abbey Co. Kilkenny (1202, vor 1207 nach Arnothmolt verlegt (siehe Duiske Abbey))
  - Mellifont Abbey Co. Louth
  - Midleton Abbey Co. Cork
  - Monasterevin Abbey Co. Kildare
  - Monasteranenagh Abbey (Nenay) Co. Limerick
  - Saint Mary’s Abbey (Dublin) Co. Dublin (Savigny)
  - Portumna Priory Co. Galway (Priorat 1254, siehe Dunbrody Abbey)
  - Tinternparva Abbey Co. Wexford (1203–1536/1537)
  - Tracton Abbey Co. Cork (1225–1541, verlassen)

### Israel
- Mönchsklöster
  - Kloster Salvatio (Allar al-Sufla) (1161)
  - Kloster St. Johannes in Nemore
- Nonnenkloster
  - Maria-Magdalenen-Kloster in Akkon

### Italien

#### Abruzzen
- Mönchsklöster
  - Kloster Arabona
  - Kloster Casanova (Abruzzen)
  - Kloster Santa Maria della Vittoria
  - Kloster Santo Spirito d’Ocre in Ocre
  - Kloster Santi Vito e Salvo

#### Apulien
- Mönchsklöster
  - Kloster Santa Maria de Caritate
  - Kloster Santa Maria del Galeso
  - Kloster Santa Maria Incoronata
  - Kloster Ripalta di Puglia (1201–?)
  - Kloster Santa Maria dello Sterpeto in Barletta
  - Kloster Santo Spirito della Valle
- Nonnenklöster
  - Kloster San Benedetto in Conversano

#### Basilicata
- Mönchskloster
  - Kloster Sagittario in Chiaromonte

#### Emilia-Romagna
- Mönchsklöster
  - Kloster Fontevivo (1142–1518?)
  - Kloster Quartazzola (Santa Maria di Ponte Trebbia) (1217–1810)
  - Kloster Santa Maria in Strada
  - Kloster San Martino di Bocci oder Valserena (1298–1810)
  - Kloster San Severo (1257–1455)

#### Kalabrien
- Mönchsklöster
  - Kloster Acquaformosa
  - Kloster Corazzo
  - Kloster Matina
  - Kloster Sambucina
  - Kloster Sant’Angelo in Frigido
  - Kloster Santo Stefano del Bosco
  - Kloster Santissima Trinità del Legno

#### Kampanien
- Mönchsklöster
  - Kloster Ferraria
  - Kloster Santa Maria di Real Valle
  - Kloster San Pietro della Canonica

#### Latium
- Mönchsklöster
  - Kloster Fossanova (1135–1810)
  - Kloster Marmosoglio (1167)
  - Kloster Catacumbas in Rom (1171, seit 1826 Minoriten)
  - Kloster Tre Fontane (1136–1810, danach Minoriten (1826–1868), seit 1868 Trappisten)
  - Kloster Santa Croce in Gerusalemme in Rom (1561–2011)
  - Kloster Sant’Agostino di Montalto
  - Kloster San Giusto in Tuscania
  - Kloster Santa Maria di Falleri
  - Kloster Santa Maria di Palazzolo
  - Kloster Santa Maria di Ponza
  - Kloster Santa Maria di Sala
  - Kloster San Martino al Cimino
  - Kloster San Pastore
  - Kloster San Pietro di Paliano
  - Kloster Santo Spirito di Zannone

#### Ligurien
- Mönchsklöster
  - Kloster Tiglieto (1120–1648, seit 2000 wiederbesiedelt)
  - Kloster Sestri Ponente (1131–1797)
  - Kloster Preallo (1237, davor Augustinerregel)

#### Lombardei
- Mönchsklöster
  - Kloster Morimondo (1134–1799)
  - Kloster Cerreto (1135–1798)
  - Kloster Acquafredda (1143–1785)
  - Kloster Acqualonga (1204–1798)
  - Kloster Barona (1210)
  - Kloster Santo Stefano al Corno (1231)
  - Kloster Cavatigozzi (1231)
  - Kloster Capolago (1236–1497)
  - Kloster Sant'Ambrogio della Vittoria in Parabiago (1668–1796)

#### Marken
- Mönchsklöster
  - Kloster Chiaravalle d’Ancona (1147–?)
  - Kloster San Benedetto di Monte Favale

#### Piemont
- Mönchsklöster
  - Kloster Lucedio (1124–1786)
  - Kloster Staffarda (1135–1750)
  - Kloster Casanova (Piemont) bei Carmagnola (1150–1775)
  - Kloster Casalvolone (1169)
  - Kloster Rivalta Scrivia (1181–1538)
  - Kloster Rivalta di Torino (1254–?)

#### Sardinien
- Mönchsklöster
  - Kloster Cabuabbas (1149–1458)
  - Kloster Santa Maria delle Paludi in Ittiri

#### Sizilien
- Mönchsklöster
  - Kloster Novara di Sicilia (Vallebona) (1172–1784)
  - Kloster Roccadia in Lentini
  - Kloster Sant’Angelo di Prizzi (ab 1159)
  - Kloster Santa Maria dell’Arco bei Noto (1212–?)
  - Kloster Santa Maria Altofonte in Altofonte (1307–1766)
  - Kloster Santa Maria di Rifesi (1188 besiedelt durch Mönche aus Kloster SS. Trinitas de Refech)
  - Kloster Santa Maria di Roccamadore in Tremestieri
  - Kloster Santa Maria di Spanò
  - Kloster Santo Spirito di Palermo (1172–?)
  - Kloster Santissima Trinità di Palermo (1192–1197)
  - Kloster Baida in Palermo (1385–1596 teils als Mönchskloster, teils als Nonnenkloster, teils als Benediktinerkloster bezeichnet)

- Nonnenklöster
  - Kloster Sant’Angelo in Prizzi (ab 1188)
  - Kloster San Benedetto e Monte Virgini (1584 bis 1866 in Sortino)
  - Kloster del Soccorso (16. Jh. bis 1866 in Licata)

#### Toskana
- Mönchsklöster
  - Kloster San Bartolomeo di Buonsollazzo in Borgo San Lorenzo (1320–1705/1782)
  - Abbazia San Galgano (1201–1783)
  - Kloster San Gaudenzio (1248–1482, davor Benediktiner (1028–1248), danach Serviten (1482–178?))
  - Kloster Santa Maria di Mirteto (1227–vor 1497)
  - Kloster San Michele a Quarto in Siena (1337–vor 1497)
  - Kloster San Michele della Verruca in Pisa
  - Kloster San Pantaleone di Monte Faeta in Lucca
  - Kloster San Salvatore a Settimo

#### Umbrien
- Mönchskloster
  - Kloster San Salvatore di Monte Acuto

#### Venetien
- Mönchsklöster
  - Kloster Follina (1146–?)
  - Kloster San Tommaso dei Borgognoni (Torcello) (1206–1669 (Umsiedlung)/1797 (Aufhebung))
  - Kloster Ospedale del Piave (1229)
  - Kloster Brondolo in Chioggia

### Kroatien
- Mönchsklöster
  - Kloster Topusko (1208–1558?)
  - Kloster Kutjevo (1232–1521?)
  - Kloster Zagreb (1274–1510)

- Nonnenkloster
  - Kloster Ivanić

### Lettland
- Mönchskloster
  - Kloster Daugavgrīva (Dünamünde) bei Riga (1208–1305)

- Nonnenklöster
  - Kloster Sankt Marien (Riga) in Riga (1255–16. Jahrhundert)
  - Kloster Limbaži in Limbaži (Lemsal) (vor 1450)

### Libanon
- Mönchsklöster
  - Kloster Balamand (1157–1289)
  - Kloster Sanctus Sergius (1231–1268?)
- Nonnenkloster
  - Maria-Magdalenen-Kloster in Tripoli (vor 1238–1289)

### Luxemburg
- Nonnenklöster
  - Kloster Bonnevoie (Bonneweg) (Anfang 13. Jahrhundert–Ende des Alten Regimes)
  - Kloster Differdange (Differdingen) (1235–1797)

### Mexiko
- Mönchskloster
  - Kloster Santa Cruz in Guadalajara (2006–2009)

### Niederlande
- Mönchsklöster
  - Kloster Klaarkamp (1163–1580)
  - Kloster Bloomkamp (1191–1579)
  - Kloster Aduard (1192–1580)
  - Kloster Gerka (1240)
  - Kloster Termunten (1259–1569, vorher Benediktiner/Benediktinerinnen (1247–1259))
  - Kloster Eiteren (1342)
  - Zisterzienserkloster Mariënkroon (Heusden) (1382–1579)
  - Zisterzienserabtei Mariënkroon (Onsenoort) in Nieuwkuijk (1904–2016)
  - Priorat Hof te Zande (13. Jahrhundert-1577)

- Nonnenklöster
  - Kloster Bethlehem oder Elkersee auf der Insel Schouwen-Duiveland (vor 1232–1572)
  - Kloster Binderen bei Helmond (1231–1648)
  - Kloster Galilea in Kollumerland en Nieuwkruisland (13. Jahrhundert bis 1580)
  - Kloster Genezareth bei Hallum (Priorat 1191 bis 1580)
  - Kloster Klein-Adwert bei Ten Boer (1340–1594)
  - Kloster Leeuwenhorst bei Noordwijk (1260–1573)
  - Kloster Loosduinen bei Den Haag (1230–1574)
  - Kloster Onze Lieve Vrouw Kamer auf der Insel Walcheren (1223–1572)
  - Kloster Mariendael in Zuilen bei Utrecht (1245–1579)
  - Kloster Marienhorst in Diepenveen (1225–1580)
  - Kloster Marienkamp (Assen) in Assen (1215–1602)
  - Kloster Midwolde am Dollart (1259–1299)
  - Kloster Nieuw-Mariendael bei Heusden (Niederlande) (1338–1382)
  - Kloster Nyekleaster in Wijmbritseradeel (Priorat 1231–?)
  - Kloster Roermond (Liebfrauenkloster) (1218–?)
  - Kloster Sion ten Berch bei Dokkum (um 1233–?)
  - Kloster Sion ten Dale bei Nijewier (vor 1191–1580)
  - Zisterzienserinnenkloster Steenkerk oder Mariënbos in Heerenveen (1301–1580)
  - Kloster Ter Hagen (Maria Vreugde) bei Zuiddorpe, Axel, Terneuzen (Seeland) (1230–1586), dann Gent
  - Kloster Trimunt in Marum (um 1305–1590)
  - Kloster Utrecht (1228–1579, zuvor Benediktinerinnen)
  - Kloster Yesse (1215/16–1594)

### Norwegen
- Mönchsklöster
  - Lysekloster (1146–1536/37)
  - Kloster Hovedøya (1147–1532)
  - Kloster Munkeby (um 1150?–nach 1200?)
  - Kloster Tautra (1207–1523, seit 1999 Trappistinnen)

### Österreich

#### Burgenland
- Mönchsklöster
  - Klostermarienberg
  - Kloster Pernau (Pornó)

#### Kärnten
- Mönchskloster
  - Stift Viktring, Klagenfurt (aufgelassen 1786)

#### Niederösterreich
- Mönchskloster
  - Stift Säusenstein (säkularisiert 1789)

- Nonnenkloster
  - Stift Sankt Bernhard (1586 aufgehoben)

#### Oberösterreich
- Mönchsklöster
  - Stift Baumgartenberg, Baumgartenberg (1141–1792, danach Jesuiten (1862–1865), Schwestern vom guten Hirten (1865–bestehend), Franziskaner (1889–2008))
  - Stift Engelszell bei Engelhartszell an der Donau (1293–1786, seit 1926 Trappisten)
  - Stift Schlägl im Mühlviertel (1202/03 mit Mönchen aus dem Kloster Langheim gegründet, zwischen 1209 und 1211 erloschen, seit 1218 Prämonstratenser)

#### Steiermark
- Mönchskloster
  - Stift Neuberg an der Mürz

### Peru
- Nonnenklöster
  - Zisterzienserinnenkloster von Lima, gegründet 1584 als erstes weibliches Zisterzienserkloster der Neuen Welt, zeitweilig über 300 Nonnen, 1960 wegen Überalterung geschlossen, Kloster und verbliebene Schwestern wurden von den Franziskanerinnen der Unbefleckten Empfängnis von Lipari übernommen[1]
  - Kloster Santísima Trinidad in Pachacútec (Callao), Peru (2008 von Sostrup gegründet, nach Auflösung des Mutterklosters hat sich die Gemeinschaft vom Orden getrennt und ist in der kanonisch nicht anerkannten Schwesterngemeinschaft Hermanas de Claraval aufgegangen)[3]

### Polen
- Mönchsklöster
  - Kloster Wągrowiec (Wongrowitz) (1143–1835, bis 1396 in Łekno, Landgemeinde Wągrowiec, Tochterkloster von Altenberg)
  - Kloster Leubus (Lubiąź) (1163–1810, Schlesien, Tochterkloster von Walkenried)
  - Kloster Kołbacz (Kolbatz) (1173–1535, Tochterkloster von Esrom (Dänemark))
  - Kloster Ląd (Lond) (1175–1819, Tochterkloster von Altenberg)
  - Kloster Koprzywnica (1185–1819, Tochterkloster von Morimond)
  - Kloster Szpetal (1228–1285)
  - Kloster Paradies (1234–1834, Filiation von Kloster Lehnin, Mark Brandenburg)
  - Kloster Obra (1237–1835, Tochterkloster von Wongrowitz)
  - Kloster Kamieniec in Kamieniec Ząbkowicki (Kamenz) (1249–1810, Tochterkloster von Leubus)
  - Kloster Rauden (Rudy) (1252–1810, Tochterkloster von Jędrzejów)
  - Kloster Koronowo (Krone) (1256–1833, Tochterkloster von Sulejów, bis 1288 in Byszew (Gmina Koronowo))
  - Kloster Pelplin (1258–1823, Tochterkloster von Doberan)
  - Kloster Bledzew (Neu-Dobrilugk) (1259–1836, Tochterkloster von Dobrilugk)
  - Kloster Bukowo (See-Bukow oder See-Buckow) (1248–1526?/1535, Tochterkloster von Dargun II)
  - Kloster Przemęt (Priment) (1278–1810, Tochterkloster von Paradies)
  - Kloster Jemielnica (Himmelwitz) (1280–1810, Tochterkloster von Rauden)
  - Kloster Grüssau (Krzeszów) (1292–1810, Tochterkloster von Leubus oder Heinrichau)
  - Kloster Marienwalde (Bierzwnik) (1294–1539, Tochterkloster von Kolbatz)
  - Kloster Himmelstädt (Mironice) (1378–1539, Tochterkloster von Kolbatz)

- Nonnenklöster
  - Kloster Bernstein (1290)
  - Kloster Kulm in Chełmno (1266 gegründet, ab 1438 Benediktinerinnen)
  - Kloster Marienfließ (Pommern) (1248–1569, dann evang. Fräuleinstift)
  - Kloster Zehden (Cedynia) (vor 1266–nach 1572)
  - Kloster Köslin (Koszalin) (1278–1525/44/69)
  - Kloster Olobok bei Ostrów (Posen) (1213–nach 1797)
  - Kloster Owińska in Owińska (Posen) (vor 1250–1821)
  - Kloster Reetz in Reetz, polnisch: Recz, bei Arnswalde/Neumark (um 1284–1537)
  - Kloster Stettin (Szczecin) (1243–16. Jahrhundert)
  - Kloster Thorn (Toruń) (nach 1263–1311)
  - Kloster Trebnitz in Trzebnica (1202–1810)
  - Kloster Wollin (Wolin) (1288–1525/44)
  - Kloster Zarnowitz (Żarnowiec) (1220–1589, anschließend Benediktinerinnen)

### Portugal
Alle Klöster in Portugal, so auch die des Zisterzienserordens, wurden 1834 durch königliches Dekret geschlossen und ihr Vermögen, soweit es nicht sakralen Zwecken diente, eingezogen.
- Mönchsklöster
  - Kloster Tarouca (1143)
  - Kloster Sever (1143)
  - Kloster São Pedro das Águias in Tabuaço (1145 ?)
  - Mosteiro de Alcobaça (1153)
  - Kloster Lafões (1163)
  - Kloster Aguiar (1170)
  - Kloster Tamarâes (1171)
  - Kloster Salzedas (1191/1196)
  - Kloster Maceira Dão (1188)
  - Kloster Bouro (1195)
  - Kloster Seiça (1195)
  - Kloster Fiães (1173/1194)
  - Kloster Estrela (1220)
  - Kloster São Paulo de Frades (1221)
  - Kloster Ermelo (Beginn des 13. Jahrhunderts)
  - Kloster Júnias (1247)
  - Kloster Colégio do Espirito Santo in Coimbra (1545, seit 1549 Abtei, später wieder untergegangen)
  - Kloster Nossa Senhora do Desterro (1591)

- Nonnenklöster
  - Kloster Santa Maria de Lorvão (ursprünglich Benediktinerkloster São Marmede de Lorvão, zwischen 1200 und 1206 Anschluss an die Zisterzienser)
  - Kloster Santa Maria de Celas (1215)
  - Kloster São Salvador de Bouças (1228, bereits im 13. Jahrhundert wieder aufgegeben)
  - Kloster São Pedro e São Paulo de Arouca (716? gegründet, 1153 Benediktinerkloster, 1247 Anschluss an die Zisterzienser)
  - Kloster São Bento de Castris (ursprünglich Frauenkonvent bei Évora, 1275 Anschluss an die Zisterzienser)
  - Kloster Santa Maria de Almoster (1287)
  - Kloster São Dinies de Odivelas (1294)
  - Kloster Bento de Xabregas (1294)
  - Kloster Bernardo de Portalegre (1518)
  - Kloster São de Vale Madeiro (1525/1530)
  - Kloster São Bernardo de Tavira ou Nossa Senhora da Piedade de Tavira (1530)
  - Kloster Santa Maria von Cós (seit 1279 Frauenkonvent, 1532 Anschluss an die Zisterzienser)
  - Kloster Nossa Senhora da Nazaré do Mocambo (1654, 1755 zerstört und wieder aufgebaut)
  - Kloster Nossa Senhora da Assunção de Tabosa in Carregal (1685)

### Rumänien
- Mönchsklöster
  - Kloster Igriș, Egresch (1179–1526)
  - Kloster Kerz bei Sibiu/Hermannstadt (1202–1474)

- Nonnenkloster
  - Kloster Brașov

### Russland
- Nonnenkloster
  - Kloster Sankt Marien auf dem Löbenicht (Königsberg) in Kaliningrad (1340/49–1536)

### Schweden
- Mönchsklöster
  - Kloster Alvastra (1143–1530)
  - Kloster Nydala (1143–1526)
  - Kloster Herrevad (1144–1565)
  - Kloster Varnhem (1150–1527)
  - Kloster Julita (1160–1527)
  - Kloster Roma auf Gotland (1164–1539)
  - Kloster Ås bei Varberg, Halland (1192–1535)
  - Kloster Gudsberga (1477–1527)

- Nonnenklöster
  - Kloster Askeby (nach 1150–1537)
  - Kloster Byarum (ca. 1170–1230)
  - Skokloster, Uppland (um 1230–1527), siehe Kirche Skokloster
  - Kloster Solberga (1246-?)
  - Kloster Vreta (um 1100–1562)

### Schweiz
- Mönchsklöster
  - Kloster Bonmont VD (1131–1536)
  - Kloster Frienisberg BE (1131/38–1528)
  - Kloster Haut-Crêt VD (1134/43–1536)
  - Kloster Montheron VD (1135–1536)
  - Kloster Kappel ZH (1185–1525)
  - Kloster St. Urban LU (1194–1848)
  - Kloster Wettingen (1227–1841, fortgesetzt in Mehrerau, Vorarlberg)

- Nonnenklöster
  - Zisterzienserinnenabtei Bellerive in Collonge-Bellerive (1150–1530)
  - Kloster Feldbach in Steckborn (1848 aufgehoben, heute als Hotel genutzt)
  - Kloster Fraubrunnen (Fraubrunnen), (1246–1528, säkularisiert und teilweise abgebrochen)
  - Kloster Gnadenthal (Aargau) (Niederwil AG) (säkularisiert)
  - Kloster Kalchrain (Gem. Hüttwilen TG) (1848 aufgehoben, heute als Arbeitserziehungsanstalt: Kalchrain Massnahmenzentrum für junge Erwachsene MZE genutzt)
  - Kloster Kleinlützel
  - Stift Olsberg (Olsberg AG), (1236–1803, heute Schulheim)
  - Kloster Rathausen (1245–1848)
  - Kloster Selnau in Zürich (1256–1523/25)
  - Kloster Tänikon bei Aadorf (1249–1848)

### Serbien
- Mönchskloster
  - Kloster Belin Studenac bei Petrovarad (1233)

### Slowakei
- Mönchskloster
  - Kloster Spišský Štiavnik (Schebnik) (1223–1530 oder 1542)

- Nonnenkloster
  - Zisterzienserinnenkloster Bratislava (1232–1297)

### Slowenien
- Mönchskloster
  - Kloster Kostanjevica (Kloster Mariabrunn) (1234–1785)

### Spanien

#### Andalusien
- Mönchskloster
  - Kloster San Isidoro del Campo in Santiponce (Provinz Sevilla) (1301–1431)
- Nonnenkloster
  - Zisterzienserinnenabtei Santa Ana (Málaga) (1604 bis 2009)
  - Kloster San Bernardo in Málaga (1543 bis 1977)
  - Kloster La Encarnación in Málaga (1604 bis 1977)

#### Aragonien
- Mönchsklöster
  - Kloster Piedra in Nuévalos (Provinz Saragossa) (1164 oder 1194)
  - Kloster Veruela in Vera de Moncayo, Kreis Tarazona y el Moncayo, Provinz Saragossa (1171)
  - Kloster Rueda in Sástago (Provinz Saragossa) (1202)
  - Kloster Santa Fe in Saragossa (gegründet 1223 in Alcolea de Cinca, Provinz Huesca, 1341–1808 oder 1835)
  - Kloster Trapa von Santa Susana in Maella (Provinz Saragossa) (1796–1837)

- Nonnenklöster
  - Zisterzienserinnenkloster Cambrón
  - Kloster Casbas
  - Zisterzienserinnenabtei El Patrocinio
  - Zisterzienserinnenkloster Trasobares

#### Asturien
- Mönchsklöster
  - Kloster Valdediós in Villaviciosa (1200–1835, 1992–2008 wieder Priorat)
  - Kloster Villanueva de Oscos (1203–1835)
  - Kloster Belmonte in Belmonte de Miranda (1206–1835)

#### Balearen
- Mönchskloster
  - Kloster Santa María de la Real (Palma de Mallorca) (1236–1835)

#### Galicien
- Mönchsklöster
  - Kloster Oseira (Osera) (1141–1835, seit 1929 Trappisten)
  - Kloster Sobrado in Sobrado (La Coruña) (1142–1835, seit 1966 Trappisten)
  - Kloster Melón (1142–1835)
  - Kloster Montederramo (1153–1835)
  - Kloster Meira (1143–1835)
  - Kloster Armenteira (1162–1837, seit 1989 Trappistinnen)
  - Kloster Acibeiro (um 1170–1835, vorher seit 1135 Benediktiner)
  - Kloster Xunqueira de Espadañedo (Junqueira) (1170–1835)
  - Kloster Oia (Oya) (1185)
  - Kloster Peñamaior (1225–1835)
  - Kloster Monfero (1147–1835)
  - Kloster San Clodio in Leiro bei Orense (1225–1835)

#### Kastilien und León
- Mönchsklöster
  - Kloster Bujedo de Juarros, Provinz Burgos
  - Kloster Herrera in Miranda de Ebro, Provinz Burgos (1189–1835, jetzt Kamaldulenser)
  - Kloster Carracedo in Carracedelo, Provinz León (1205)
  - Kloster Sandoval in Sandoval, Provinz León (1171–1835)
  - Kloster Sacramenia in Sacramenia, Provinz Segovia (1142–1835)
  - Kloster Valbuena in Valbuena de Duero, Provinz Valladolid (1143–1835)
  - Kloster Moreruela in Granja de Moreruela, Provinz Zamora (1131/1143)
  - Kloster Huerta, Provinz Soria (1144–1833, seit 1930 Trappisten)
  - Kloster La Santa Espina, Provinz Valladolid (1147–1835)
  - Kloster Matallana, Provinz Valladolid (1173–1835)
  - Kloster Palazuelos, Provinz Valladolid (1169–1835)
  - Kloster Nogales, Provinz León (1164–1835?)
  - Kloster Rioseco, Provinz Burgos (1148–1835)
  - Kloster San Pedro de Gumiel (1189/1194)
  - Kloster Sotos Albos, Provinz Segovia (1212–1498)
  - Kloster Valparaíso, Provinz Zamora (1152–1835)
  - Kloster San Martin de Castañeda, Provinz Zamora (1245–1835)
  - Kloster Benavides in Boadilla de Rioseco, Provinz Palencia (1169/1176–1790/1808, gegründet in Valverde)
  - Kloster La Vega, bei Saldaña, Provinz Palencia, (1215–1835)

- Nonnenklöster
  - Santa María de Gómez Román bei Arévalo (Ávila) (1178-??), erhalten die Ermita de la Lugareja
  - Santa María la Real de Vileña, Provinz Burgos (1222-??)
  - Kloster Santa María la Real de Las Huelgas in Burgos, Provinz Burgos (1189–bestehend, die Kongregation des Klosters untersteht direkt dem Hl. Stuhl und gehört nicht mehr dem Zisterzienserorden an)
  - Kloster Santa María la Real in Villamayor de los Montes, Provinz Burgos (1228–bestehend, die Kongregation des Klosters untersteht direkt dem Hl. Stuhl und gehört nicht mehr dem Zisterzienserorden an)
  - Kloster Gradefes in Gradefes, Provinz León
  - Kloster Sancti Spiritus (Olmedo)
  - Zisterzienserinnenabtei San Quirce y Santa Julita (Valladolid) (1256–2016)

#### Kastilien-La Mancha
- Mönchskloster
  - Kloster Monsalud, Provinz Guadalajara (1141–1835)
  - Kloster Bonaval, Provinz Guadalajara (1164–1495, danach Priorat von Kloster Monte Sión (Toledo))
  - Kloster Óvila, Provinz Guadalajara (1175–1835)
  - Kloster Monte Sión (Toledo) (San Bernardo de Toledo) in Toledo (1427–1835, jetzt Trappisten-Vorgründung)
- Nonnenkloster
  - Zisterzienserinnenkloster Santa Ana (Consuegra) (1611–1850)

#### Katalonien
- Mönchsklöster
  - Kloster Escarp (Provinz Lleida) (1213–1591, dann von Poblet abhängig)
  - Kloster Lavaix (auch Labaix, La Baix) (Provinz Lleida) (1224–1835)
  - Kloster Santes Creus in Aiguamúrcia (Provinz Tarragona) (1158–1835)

- Nonnenklöster
  - Kloster Santa María de Montsant (1210–1215)
  - Kloster Bonrepòs (1215–1453)
  - Kloster La Bovera
  - Kloster Vallsanta
  - Kloster El Pedregal
  - Kloster Valldaura
  - Kloster Montbenet
  - Kloster Les Franqueses
  - Kloster Vallverd
  - Kloster Sant Hilari Lleida
  - Kloster Valldemaría
  - Kloster Cadins

#### La Rioja
- Mönchskloster
  - Kloster San Prudencio (1162)

#### Autonome Gemeinschaft Madrid
- Mönchskloster
  - Kloster Valdeiglesias in Pelayos de la Presa (1177–1835)

#### Navarra
- Mönchsklöster
  - Kloster Fitero in Fitero (1140–1835)
  - Kloster La Oliva (1150)
  - Kloster Iranzu in Abárzuza (1178–1839)
  - Kloster Leyre in Yesa (1269–1835?, besiedelt mindestens seit 848, 1954 Benediktiner)
  - Kloster Marcilla (1407–1837)
- Nonnenkloster
  - Kloster Tulebras

#### Valencianische Gemeinschaft
- Mönchsklöster
  - Kloster Benifassà (1235–1835)
  - Kloster Santa María de la Valldigna in Simat de la Valldigna, (Valencia) (1298–1835)
  - Kloster Sant Bernat de Rascanya (San Bernardo) (1381–1544, danach Hieronymitenkloster San Miguel de los Reyes - Sant Miquel dels Reis)
- Nonnenklöster
  - Kloster Gratia Dei (La Saidia) in Valencia
  - Zisterzienserinnenkloster Fons Salutis in Algemesí (1927–1999)

#### Kanarische Inseln
- Nonnenklöster
  - Zisterzienserinnenkloster Los Silos (Teneriffa) (1649 bis 1833)

#### Baskenland
- Nonnenklöster
  - Kloster Oyón, Álava (1053 gegründet, seit 1235 Zisterzienserinnen in Barria, seit 1973 in Oyón, 2012 im Zisterzienserinnenkloster Lazkao aufgegangen)

### Syrien
- Mönchskloster
  - Kloster SS. Trinitas de Refech (1187)

### Tschechien
- Mönchsklöster
  - Kloster Sedlec (dt. Kloster Sedletz) (1143–1783)
  - Kloster Plasy (dt. Plaß) (1145/1146–1785)
  - Kloster Hradiště (auch Kloster Hradiště nad Jizerou, dt. Hradischt) (1145–1420)
  - Kloster Nepomuk (Pomuk) (1145–1420 niedergebrannt, 1558 aufgelöst)
  - Kloster Svaté Pole (dt. Heiligenfeld) (1149/1157–1420)
  - Kloster Osek (dt. Ossegg, tsch. Klášter Panny Marie Osek)(1193–1946, nach 1989 wiederbesetzt, 2008 eingegangen)
  - Kloster Velehrad (1205–1784, danach Jesuiten (1890–1950, seit 1990))
  - Kloster Žďár (dt. Saar) (1240–1784, mit Unterbr.)
  - Kloster Smilheim (tsch. Klášter Vizovice; dt. Kloster Wisowitz) (1261–1485)
  - Kloster Zlatá Koruna (dt. Goldenkron) (1263–1785)
  - Schloss Zbraslav (dt. Königssaal) (1292–1785)
  - Kloster Skalice (dt. Skalitz) (1357–1783)

- Nonnenklöster
  - Kloster Frántal (dt. Frauenthal, tsch. auch Pohled) (1265 oder 1267–1782)
  - Kloster Sezemice (dt. Sezemitz) in Sezemice nad Loučnou (vor 1267–1421)
  - Kloster Oslavany (dt. Marienthal) in Oslavany (1225–Anfang 16. Jahrhundert)
  - Kloster Staré Brno, (Abtei St. Thomas in Alt Brünn, tsch. Augustiniánské opatství svatého Tomáše na Starém Brně, ist eine Abtei in Brünn) Aula Sanctae Mariae oder Maria-Saal (Alt-Brünn) (1323–1782)

### Türkei
- Mönchsklöster
  - Kloster Sanctus Stephanus de Graecia (1208–1261)
  - Kloster Laurus (1214–1261?)
  - Kloster St. Georg von Jubin bei Antakya (1214–1268)
  - Kloster Sanctus Angelus in Petra (Istanbul) (1214–1261)
  - Kloster Sanctus Angelus in Rufiniano (Kadiköy) (1225–1261)

- Nonnenkloster
  - Kloster St. Maria von Percheio (Ysotis) (Istanbul)

### Ungarn
- Mönchsklöster
  - Kloster Cikádor (1142–1478)
  - Kloster Szentgotthárd (1183–1532, 1734  wiedererrichtet und 1878 mit Kloster Zirc vereinigt)
  - Kloster Pilis (1184–1526, wiedererrichtet und mit Kloster Zirc vereinigt 1814)
  - Kloster Pásztó (1191–1544, 1814 rechtlich mit Kloster Zirc vereinigt)
  - Kloster Vérteskeresztúr (1214–1301?, danach Benediktiner, Dominikaner)
  - Kloster Bélapátfalva (1232–1596)
  - Kloster Ercsi (1252–1482)
  - Kloster Ábrahám bei Dombóvár (1263–1537)

- Nonnenkloster
  - Kloster Veszprémvölgy (1240–1543?)

### Vereinigte Staaten
- Mönchskloster
  - Abtei Spring Bank (1928 in Okauchee gegründet, 1985–2011 in Havenwood Road) - existierte zuletzt als Priorat und wurde auf Beschluss des Generalkapitels der Mehrerauer Kongregation vom 5. Oktober 2011 aufgehoben.
  - Kloster Fatima in Mount Laurel (N.J.) (1967–2016)

### Vereinigtes Königreich

#### England
- Mönchsklöster
  - Beaulieu Abbey (1204–1538)
  - Biddlesden Abbey (1147–1538)
  - Bindon Abbey, Dorset (1149–1539)
  - Bordesley Abbey bei Redditch, Worcestershire (1138–1538)
  - Boxley Abbey (1146–1538)
  - Bruern Abbey, Oxfordshire (1147–1536)
  - Buckland Abbey, Devon (1278–1539)
  - Buckfast Abbey, Devon (1147–1539, davor und danach Benediktiner (1018–1136, seit 1882 wiederbesiedelt))
  - Buildwas Abbey, Shropshire (1147–1536, Kloster seit 1135)
  - Byland Abbey, Calder, Yorkshire (1147–1537/1539)
  - Calder Abbey, Calder Bridge, Cumbria (1147–1536, Kloster seit 1135)
  - Cleeve Abbey
  - Coggeshall Abbey
  - Combe Abbey
  - Combermere Abbey
  - Croxden Abbey
  - Dieulacres Abbey (1214–1538)
  - Dore Abbey
  - Dunkeswell Abbey
  - Flaxley Abbey
  - Forde Abbey
  - Fountains Abbey (1539 aufgehoben)
  - Furness Abbey
  - Garendon Abbey
  - Hailes Abbey
  - Holme Cultram Abbey
  - Hulton Abbey
  - Jervaulx Abbey (1147–1537)
  - Kingswood Abbey
  - Kirkstall Abbey (1147–1539)
  - Kirkstead Abbey (1139–1537)
  - Louth Park Abbey
  - Meaux Abbey
  - Medmenham Abbey (1201–1536)
  - Merevale Abbey
  - Netley Abbey (1239–1536)
  - St. Mary of Graces Abbey (London) (New Abbey)
  - Newenham Abbey (1246–1539)
  - Newminster Abbey
  - Pipewell Abbey
  - Quarr Abbey
  - Revesby Abbey
  - Rewley Abbey
  - Kloster Rievaulx
  - Robertsbridge Abbey
  - Roche Abbey
  - Rufford Abbey
  - Sawley Abbey
  - Sawtry Abbey
  - Sibton Abbey
  - Stanley Abbey
  - Stoneleigh Abbey
  - Stratford Langthorne Abbey (1135, Zist. 1147–1538)
  - Swineshead Abbey (1147–1536)
  - Thame Abbey, Thame, Oxfordshire (1138–1539)
  - Tilty Abbey (1153–1536)
  - Vale Royal Abbey (1266–1539)
  - Vaudey Abbey (1147/49–1536)
  - Warden Abbey, Bedford, Bedfordshire (1136–1537)
  - Waverley Abbey, Farnham, Surrey (1128–1536)
  - Whalley Abbey (gegründet in Stanlow 1172, 1296 nach Whalley verlegt, bis 1537)
  - Woburn Abbey (1145–1538)

- Nonnenklöster
  - Ellerton Priory (um 1200-1536)
  - Marham (Norfolk) (1249–1536)
  - Kloster Stapehill (Dorset) (1802, noch existierend (keine Zisterzienser))
  - Tarrant Abbey (Dorset) (1228–1539)

#### Isle of Man (autonomer Kronbesitz)
- Mönchskloster
  - Rushen Abbey (1134/1147–1540)

#### Nordirland
- Mönchsklöster
  - Inch Abbey (1187)
  - Grey Abbey (1193)
  - Comber Abbey (1199)
  - Newry Abbey
  - Macosquin Abbey

#### Schottland
- Mönchsklöster
  - Melrose Abbey (1136–1590)
  - Newbattle Abbey (1140–1587)
  - Dundrennan Abbey (1142–1606)
  - Kinloss Abbey (1151–1601)
  - Coupar Angus Abbey (1162–1606)
  - Glenluce Abbey (1192–1602)
  - Saddell Abbey (1207–1507)
  - Culross Abbey (1217–1589)
  - Deer Abbey (1219–1587)
  - Balmerino Abbey (1229–1603)
  - Sweetheart Abbey (1273–1624)

#### Wales
- Mönchsklöster
  - Tintern Abbey (1131–1536)
  - Whitland Abbey (1140–1539)
  - Cwmhir Abbey (1143–1536)
  - Basingwerk Abbey (1147–1536)
  - Neath Abbey (1147–1539)
  - Margam Abbey (1147–1536)
  - Strata Florida Abbey (1164–1539)
  - Strata Marcella Abbey (1170–1536)
  - Llantarnam Abbey (1179–1536)
  - Aberconwy Abbey (1186–1538)
  - Cymer Abbey (1198–1536)
  - Valle Crucis Abbey (1201–1538)
  - Grace Dieu Abbey (1226–1536)

- Nonnenklöster
  - Zisterzienserinnenkloster Llanllugan
  - Zisterzienserinnenkloster Llanllyr
  - Llansantffraed

### Belarus
- Mönchsklöster
  - Kloster Vistychy (Breszkaja Woblasz) (1675–1832)
  - Kloster Kimbarowka (Vallis ombrosa), (Homelskaja Woblasz), Rayon Masyr (1711)
  - Kloster Olizarowystaw (Clarus Fons), Breszkaja Woblasz (nach 1704)

- Nonnenkloster
  - Kloster Vallis angelica in Kimbarowka, (Masyr) (1743)

### Zypern
- Mönchsklöster
  - Kloster Beaulieu (Zypern) in Pyrgos, Distrikt Limassol, später in Nikosia (1235–um 1470)
  - Priorat St. Blasius (Nikosia) (um 1215-?)
  - Panagia Stazousa (möglicherweise Priorat von Beaulieu)
- Nonnenklöster
  - Kloster St. Theodor (Nikosia) (1244–?)
  - Maria-Magdalenen-Kloster in Nikosia